# Bildtafel der Verkehrszeichen in Namibia
Die Bildtafel der Verkehrszeichen in Namibia zeigt eine Auswahl wichtiger Verkehrszeichen in Namibia. Sie sind in der Road Traffic and Transport Act, 1999 (RTaTA) geregelt. Sie entsprechen weitestgehend dem Road Traffics Sign Manual (SADC-RTSM) der Entwicklungsgemeinschaft des südlichen Afrika (SADC).

## Allgemein
Das Road Traffic and Transport Act, 1999 (RTaTA) beschreibt zwei Grundvarianten von Verkehrszeichen, eine Standardversion und eine temporäre Version. Die Standardversion ist mit verschiedenen Hauptfarbanteilen z. B. blau oder weiß beschrieben und ist einer Standardserie z. B. mit dem Index W... oder R... zugeordnet. Dabei handelt es sich um dauerhaft aufgestellte Verkehrszeichen, die ortsfest montiert sind.
Die temporären Verkehrszeichen finden z. B. bei der Beschilderungen von Baustellen Verwendung. Es sind vorübergehend aufgestellte Zeichen mit gelbem Hauptfarbanteil, die der üblichen Standardversion entsprechen und dem Index der Standardserie ein T (z. B. TW... oder TR... usw.) vorangestellt ist. Temporäre Verkehrszeichen basieren nicht grundsätzlich auf einer Standardversion, wenn die Aufstellung regelhaft nur kurzzeitig erfolgt (z. B. an einer Unfallstelle oder bei einer Verkehrskontrolle).
Die nachfolgende Gliederung der Kategorien basiert auf dem Verkehrszeichenkatalog der Anlage 2 Klasse I des RTaTA in der Veröffentlichung vom 15. Februar 2019. Die mit einem * (Stern) markierten Verkehrszeichen sind zwar im RTaTA beschrieben, sind derzeit (Stand Juli 2019) in Namibia nicht aufgestellt.

## Regulatorische Verkehrszeichen nach Anlage 2 RTaTA
Die regulatorischen Verkehrszeichen sind nach ihrer Funktion in die Gruppen A bis I gegliedert. Diese Gruppen sind so eingeteilt, dass sie eine Zuordnung neuer Verkehrszeichen ermöglicht. Das RTaTA beschreibt eine Kombination aus Formen und Farbvarianten, um die einzelnen Gruppen unterschieden zu können.

### Gruppe A: Vorrangzeichen

R1: Halt! Vorfahrt gewähren
R1.2: Vorfahrt gewähren für Linksabbieger; Halt! Vorfahrt gewähren für übrige Richtungen
R1.3: Halt! Vorfahrt gewähren an allen 3 Einmündungen, Vorfahrt hat der erste Haltende
R1.4: Halt! Vorfahrt gewähren an allen 4 Einmündungen, Vorfahrt hat der erste Haltende
R1.5: Stop/Go-Zeichen zur händischen Verkehrsregulierung (ähnlich der Winkerkelle)
R2: Vorfahrt gewähren
R2.1: Fußgängerüberweg
R2.2: Vorfahrt gewähren vor Einfahrt in den Kreisverkehr
R3: Einfahrtverbot
R4.1: Einbahnstraße – linksweisend
R4.2: Einbahnstraße – rechtsweisend
R4.3: Einbahnstraße – geradeaus
R5: Verkehrsberuhigter Fußgängerbereich max. 15 km/h
R6: Vorrang des Gegenverkehrs *

### Gruppe B: Gebotszeichen

R101: Vorgeschriebene Mindestgeschwindigkeit
R102: Vorgeschriebenes Mindestgewicht
R103: Vorgeschriebene Vorbeifahrt – links vorbei
R104: Vorgeschriebene Vorbeifahrt – rechts vorbei
R105: Vorgeschriebene Fahrtrichtung – hier links
R106: Vorgeschriebene Fahrtrichtung – hier rechts
R107: Vorgeschriebene Fahrtrichtung – geradeaus
R108: Vorgeschriebene Fahrtrichtung – links
R109: Vorgeschriebene Fahrtrichtung – rechts
R110: Gehweg*
R111: Radweg
R112: Gemeinsamer Geh- und Radweg (Fahrräder linksseitig, Fußgänger rechtsseitig)*
R113: Getrennter Geh- und Radweg (Radweg links, Gehweg rechts)
R114: Gemeinsamer Geh- und Radweg (Fußgänger linksseitig, Fahrräder rechtsseitig)*
R115: Getrennter Geh- und Radweg (Gehweg links, Radweg rechts)
R116: Nur Krafträder
R117: Nur Personenkraftwagen
R118: Nur Taxen
R119: Nur Kleinbusse*
R120: Nur Midibusse*
R121: Nur Omnibusse*
R122: Nur Kleintransporter*
R123: Nur Lastkraftwagen*
R124: Nur Lastkraftwagen über angegebenen tatsächlichem Gewicht*
R125: Nur Baustellenfahrzeuge*
R126: Nur Kraftfahrzeuge mit gefährlichen Gütern
R127: Nur Sonderfahrzeuge (Abnormal Vehicles)*
R128: Nur Rikschas*
R129: Nur Reisebusse*
R130: Nur landwirtschaftlicher Verkehr*
R131: Nur Gespannfuhrwerke*
R132: Mautpflichtige Strecke (Toll)*
R133: Lichtpflicht
R134: Nur Omnibusse und Kleinbusse*
R137: Kreisverkehr
R138: Nur Straßenbahnen*
R139: Nur Omnibusse und Straßenbahnen*
R140: Nur Omnibusse, Straßenbahnen und Kleinbusse*

Beispiele für temporäre Gebotszeichen:

TR102: Vorgeschriebenes Mindestgewicht
TR103: Vorgeschriebene Vorbeifahrt – links vorbei
TR104: Vorgeschriebene Vorbeifahrt – rechts vorbei
TR105: Vorgeschriebene Fahrtrichtung – hier links
TR106: Vorgeschriebene Fahrtrichtung – hier rechts
TR115: Getrennter Geh- und Radweg (Gehweg links, Radweg rechts)*
TR116: Nur Krafträder*
TR117: Nur Personenkraftwagen
TR125: Nur Baustellenfahrzeuge
TR133: Lichtpflicht*

### Gruppe C: Verbotszeichen

R201: Zulässige Höchstgeschwindigkeit
R202: Verbot für Fahrzeuge über angegebenes tatsächliches Gewicht
R203: Verbot für Fahrzeuge über angegebene tatsächliche Achslast
R204: Verbot für Fahrzeuge über angegebene Höhe einschließlich Ladung
R205: Verbot für Fahrzeuge über angegebene Länge einschließlich Ladung
R206: Hupverbot
R207: Trampen verboten
R208: Verbot für Unbefugte
R209: Linksabbiegen verboten
R210: Rechtsabbiegen verboten
R211: Linksabbiegen hier verboten
R212: Rechtsabbiegen hier verboten
R213: Wendeverbot
R214: Überholverbot für Kraftfahrzeuge aller Art auf 500 m
R215: Überholverbot für Lastkraftwagen auf 500 m*
R216: Eingeschränktes Haltverbot (Parking)
R217: Absolutes Haltverbot (Stopping)
R218: Verbot für Fußgänger
R219: Verbot für Radverkehr
R220: Verbot für Radverkehr und Fußgänger*
R222: Verbot für Krafträder
R223: Verbot für Personenkraftwagen
R224: Verbot für Taxen
R225: Verbot für Kleinbusse*
R226: Verbot für Midibusse*
R227: Verbot für Omnibusse
R228: Verbot für Kleintransporter*
R229: Verbot für Lastkraftwagen
R230: Verbot für Lastkraftwagen über angegebenes tatsächliches Gewicht
R231: Verbot für Baustellenfahrzeuge
R232: Verbot für Kraftfahrzeuge mit gefährlichen Gütern
R233: Verbot für Sonderfahrzeuge (Abnormal Vehicles)*
R234: Verbot für Rikschas*
R235: Verbot für Reisebusse
R236: Verbot für landwirtschaftlichen Verkehr*
R237: Verbot für Gespannfuhrwerke*
R238: Verbot für Reiter*
R239: Verbot für Fahrzeuge über angegebene Breite einschließlich Ladung
R240: Verbot für Anhänger oder angehängte Fahrzeuge*
R241: Verbot für Straßenhandel

Beispiele für temporäre Verbotszeichen:

TR201: Zulässige Höchstgeschwindigkeit
TR202: Verbot für Fahrzeuge über angegebenes tatsächliches Gewicht
TR204: Verbot für Fahrzeuge über angegebene Höhe einschließlich Ladung
TR208: Verbot für Unbefugte
TR209: Linksabbiegen verboten
TR210: Rechtsabbiegen verboten
TR216: Eingeschränktes Haltverbot (Parking)
TR217: Absolutes Haltverbot (Stopping)
TR229: Verbot für Lastkraftwagen
TR230: Verbot für Lastkraftwagen über angegebenes tatsächliches Gewicht

### Gruppe D1: Sonderfahrspuren und -verkehrsflächen

R301: Verkehrsfläche reserviert für Omnibusse*
R302: Omnibusfahrspur*
R303: Beginn einer Omnibusfahrspur*
R304: Radfahrspur*
R307: Verkehrsfläche reserviert für Krafträder*
R308: Verkehrsfläche reserviert für Personenkraftwagen*
R309: Verkehrsfläche reserviert für Taxen*
R310: Verkehrsfläche reserviert für Kleinbusse*
R311: Verkehrsfläche reserviert für Midibusse*
R312: Verkehrsfläche reserviert für Kleintransporter*
R313: Verkehrsfläche reserviert für Lastkraftwagen*
R314: Verkehrsfläche reserviert für Lastkraftwagen über angegebenes tatsächliches Gewicht*
R315: Verkehrsfläche reserviert für Baustellenfahrzeuge*
R316: Verkehrsfläche reserviert für Kraftfahrzeuge mit gefährlichen Gütern*
R317: Verkehrsfläche reserviert für Sonderfahrzeuge (Abnormal Vehicles)*
R318: Verkehrsfläche reserviert für Rikschas*
R319: Verkehrsfläche reserviert für Reisebusse*
R320: Verkehrsfläche reserviert für Fahrzeuge von Fahrgemeinschaften*
R322: Verkehrsfläche reserviert für Rettungsfahrzeuge*
R323: Verkehrsfläche reserviert für Polizeifahrzeuge
R324: Verkehrsfläche reserviert für Fahrzeuge mit Schwerbehinderten*
R325: Verkehrsfläche reserviert für berechtigte Kraftfahrzeuge
R326: Omnibushaltestelle*
R327: Kleinbushaltestelle**
R320: Verkehrsfläche reserviert für Omnibusse und Kleinbusse*
R328: Omnibus- und Kleinbusspur*
R329: Beginn eines Omnibus- und Kleinbusspur*
R330: Verkehrsfläche reserviert für Omnibusse und Midibusse*
R331: Omnibus- und Midibusspur*
R332: Beginn einer Omnibus- und Midibusspur*
R333: Verkehrsfläche reserviert für Omnibusse, Midibusse und Kleinbusse*
R334: Omnibus-, Midibus- und Kleinbusspur*
R335: Beginn einer Omnibus-, Midibus- und Kleinbusspur*
R336: Fahrgemeinschaftsspur*
R337: Beginn einer Fahrgemeinschaftsspur*
R338: Verkehrsfläche reserviert für Straßenbahnen*
R339: Straßenbahnenspur*
R340: Beginn einer Straßenbahnspur*
R341: Straßenbahnhaltestelle*
R342: Verkehrsfläche reserviert für Omnibusse und Straßenbahnen*
R343: Omnibus- und Straßenbahnenspur*
R344: Beginn einer Omnibus- und Straßenbahnenspur*
R345: Verkehrsfläche reserviert für Omnibusse, Straßenbahnen und Kleinbusse*
R346: Omnibus-, Straßenbahn- und Kleinbusspur*
R347: Beginn einer Omnibus-, Straßenbahn- und Kleinbusspur*
R348: Omnibusspur – rechts*
R349: Omnibus- und Kleinbusspur – rechts*
R350: Omnibus- und Straßenbahnenspur – rechts*
R352: Omnibus-, Straßenbahn- und Kleinbusspur – rechts*
R352: Fahrgemeinschaftsspur – rechts*
R353: Fahrspur für berechtigte Personenkraftwagen
R354: Fahrspur für berechtigte Personenkraftwagen – rechts

Sonderformen

Als Sonderform in der Gruppe D1 gibt es ein regelhaft verwendetes Verkehrszeichen für die in der Stadt Windhoek befindlich Bushaltestellen. Das nicht im RTaTA beschrieben Zeichen beinhaltet als Zusatzinformation im weißen Oval eine Angabe des Transportmittels (z. B. B für Bus) und die Nummer der Haltestelle (z. B. 13). Grund dafür ist, dass es in Windhoek keinen klassischen öffentlichen Personennahverkehr gibt, sondern eine kleine Anzahl von Pendlerbusse mit geringer Taktung des Windhoek Bus Service.
- Omnibushaltestelle

Omnibushaltestelle

Beispiele für temporäre Sonderfahrspuren und -verkehrsflächen:

TR301: Verkehrsfläche reserviert für Omnibusse*
TR302: Omnibusfahrspur*
TR303: Beginn einer Omnibusfahrspur*
TR304: Radfahrspur*
TR307: Verkehrsfläche reserviert für Krafträder*
TR308: Verkehrsfläche reserviert für Personenkraftwagen*
TR309: Verkehrsfläche reserviert für Taxen*
TR310: Verkehrsfläche reserviert für Kleinbusse*
TR311: Verkehrsfläche reserviert für Midibusse*
TR312: Verkehrsfläche reserviert für Kleintransporter*

### Gruppe D2: Parkflächen

R301P: Parkplatz für Omnibusse*
R304P: Parkplatz für Fahrräder*
R305P: Parkplatz*
R306P: Parkplatz mit zeitlicher Beschränkung
R307P: Parkplatz für Krafträder
R308P: Parkplatz für Personenkraftwagen
R309P: Parkplatz für Taxen
R310P: Parkplatz für Kleinbusse*
R311P: Parkplatz für Midibusse*
R312P: Parkplatz für Kleintransporter*
R313P: Parkplatz für Lastkraftwagen*
R314P: Parkplatz für Lastkraftwagen über angegebenes tatsächliches Gewicht*
R315P: Parkplatz für Baustellenfahrzeuge*
R316P: Parkplatz für Kraftfahrzeuge mit gefährlichen Gütern*
R317P: Parkplatz für Sonderfahrzeuge (Abnormal Vehicles)*
R318P: Parkplatz für Rikschas*
R319P: Parkplatz für Reisebusse*
R320P: Parkplatz für Fahrzeuge von Fahrgemeinschaften*
R321P: Parkplatz für Rettungsfahrzeug*
R322P: Parkplatz für Polizeifahrzeuge
R324P: Parkplatz für Schwerbehinderten
R324P: Parkplatz für berechtigte Kraftfahrzeuge
R327P: Parkplatz für Omnibusse und Kleinbusse*
R330P: Parkplatz für Omnibusse und Midibusse*
R333P: Parkplatz für Omnibusse, Midibusse und Kleinbusse*

Beispiele für temporäre Parkflächen:

TR306P: Parkplatz mit zeitlicher Beschränkung*
TR307P: Parkplatz für Krafträder*
TR308P: Parkplatz für Personenkraftwagen*
TR309P: Parkplatz für Taxen*
TR322P: Parkplatz für Polizeifahrzeuge*
TR323P: Parkplatz für Schwerbehinderten*
TR324P: Parkplatz für berechtigte Kraftfahrzeuge*
TR324P: Parkplatz für Schwerbehinderten
TR324P: Parkplatz für berechtigte Kraftfahrzeuge
TR327P: Parkplatz für Omnibusse und Kleinbusse*

### Gruppe E: Verkehrszonen

R401: Autobahn
R402: Kraftfahrstraße*
R403: Verkehrsberuhigter Bereich*

Das RTaTA sieht für die Verkehrszeichen der Gruppe E keine temporäre Variante vor.

### Gruppe F: Zusatzzeichen für regulatorische Verkehrszeichen
Die Zusatzzeichen der Gruppe F dürfen nach dem RTaTA ausschließlich für regulatorische Verkehrszeichen angewendet werden und sind in Form und Farbe anzupassen. Somit existieren von allen Zusatzzeichen in der Standardversion eine Variante in schwarzweiße mit rotem Rand und eine Variante in blauweiße. Die temporäre Version beschrieb das RTaTA als schwarzgelb mit rotem Rand bzw. ausschließlich schwarzgelb, entsprechend dem Anwendungsfall. Nachfolgend alle Zusatzzeichen der Gruppe F beispielhaft in den verschiedenen Farben der Standardversion:

R501: Zeitliche Beschränkung – Eine Zeitperiode
R502: Zeitliche Beschränkung – Zwei Zeitperioden
R503: Zeitliche Beschränkung – Zwei tagesabhängige Zeitperioden
R504: Zeitliche Beschränkung – Drei tagesabhängige Zeitperioden
R505: Maximale Parkzeit innerhalb einer Zeitperiode
R506: Maximale Parkzeit innerhalb von zwei tagesabhängigen Zeitperioden
R511: Nur am Tag*
R512: Nur in der Nacht*
R520: Anfang (Pfeil linksweisend)
R521: Ende (Pfeil rechtsweisend)
R522: Mitte (Pfeil rechts- und linksweisend)
R523: Parkschein ziehen und sichtbar auslegen
R530: Angaben zum Eigentümer (Logo)*
R531: Angaben zum Eigentümer (Text)*
R532: Massenangabe – max. 16 t
R533: Begrenzung der Motorengröße für Krafträder*
R534: Anlieger frei*
R535: auf … km
R540: Maximale Anzahl der Fahrzeuge*
R560: Kraftomnibus
R561: Radverkehr*
R562: Kraftrad
R563: Personenkraftwagen
R564: Taxi
R565: Kleinbus*
R566: Midibus*
R567: Kleintransporter*
R568: Lastkraftwagen*
R569: Lastkraftwagen über angegebener Masse
R570: Baustellenfahrzeug*
R571: Kraftfahrzeug mit gefährlichen Gütern
R572: Sonderfahrzeug (Abnormal Vehicles)*
R573: Rikscha*
R574: Reisebus*
R575: Fahrzeug einer Fahrgemeinschaft*
R576: Rettungsfahrzeug*
R577: Polizeifahrzeug
R578: Schwerbehinderte
R579: Berechtigtes Kraftfahrzeug*
R580: Landwirtschaftliches Fahrzeug*
R581: Gespannfuhrwerk*
R582: Anhänger oder angehängtes Fahrzeug*
R583: Straßenbahn*

Beispiele für temporäre Zusatzzeichen:

TR501: Zeitliche Beschränkung – Eine Zeitperiode
TR502: Zeitliche Beschränkung – Zwei Zeitperioden
TR503: Zeitliche Beschränkung – Zwei tagesabhängige Zeitperioden
TR504: Zeitliche Beschränkung – Drei tagesabhängige Zeitperioden
TR520: Anfang (Pfeil linksweisend)
TR521: Ende (Pfeil rechtsweisend)
TR522: Mitte (Pfeil rechts- und linksweisend)
TR532: Massenangabe – max. 16 t
TR535: auf … km
TR563: Personenkraftwagen

### Gruppe G: Aufhebungszeichen
Ein Aufhebungszeichen der Gruppe G weist darauf hin, dass der unter dem roten Kreuz dargestellte Gebots-, Verbots- und Richthinweis aufgehoben ist. Nachfolgend einige Beispiel:

R101-600: Ende der vorgeschriebenen Mindestgeschwindigkeit*
R132-600: Ende der mautpflichtigen Strecke (Toll)*
- R133-600: Ende der Lichtpflicht*
R203-600: Ende des Verbots für Fahrzeuge über angegebene tatsächliche Achslast*
R205-600: Ende des Verbots für Fahrzeuge über angegebene Länge einschließlich Ladung*
- R401-600: Ende der Autobahn
- R402-600: Ende der Kraftfahrstraße*
- R403-600: Ende eines verkehrsberuhigten Bereichs*

Beispiele für temporäre Aufhebungszeichen:

R101-600: Ende der vorgeschriebenen Mindestgeschwindigkeit*
R132-600: Ende der mautpflichtigen Strecke (T_{oll})*
R133-600: Ende der Lichtpflicht*
R203-600: Ende des Verbots für Fahrzeuge über angegebene tatsächliche Achslast*
R205-600: Ende des Verbots für Fahrzeuge über angegebene Länge einschließlich Ladung*
R401-600: Ende der Autobahn
R402-600: Ende der Kraftfahrstraße*
R403-600: Ende eines verkehrsberuhigten Bereichs*

### Gruppe H: Anwendungsbeispiele Zusatzzeichen der Gruppe F

max. Geschwindigkeit 100 km/h bei Nacht
max. Geschwindigkeit 120 km/h bei Tag
Vorgeschriebene Fahrtrichtung für Lastkraftwagen über 10 t
Parkplatz für max. 60 Minuten zu den angegebenen Zeiten
Eingeschränktes Halteverbot zu den angegebenen Uhrzeiten

Anwendungsbeispiele für temporäre Zusatzzeichen:

max. Geschwindigkeit 100 km/h bei Nacht
max. Geschwindigkeit 120 km/h bei Tag
Vorgeschriebene Fahrtrichtung für Lastkraftwagen über 10 t
Parkplatz für max. 60 Minuten zu den angegebenen Zeiten
Eingeschränktes Halteverbot zu den angegebenen Uhrzeiten

### Gruppe I: Anwendungsbeispiele von allgemeinen Zusatzzeichen

Überholverbot für Kraftfahrzeuge aller Art für 2km
Halt! Polizeikontrolle

## Gefahrenzeichen nach Anlage 2 RTaTA
Die Gefahrenzeichen sind nach ihrer Funktion in die Gruppen A bis C gegliedert. Sie können auf eine direkt Gefahr oder eine potenzielle Gefahr hinweisen. Das RTaTA schreibt für alle Gefahrenzeichen eine dreieckige Form mit rotem Rand und einem schwarzen Symbol.

### Gruppe A1: Vorankündigung einer Gefahr durch weitere Verkehrswege

W101: Kreuzung
W102: Vorfahrt an der Kreuzung
W103: Vorfahrt gewähren an der Kreuzung
W104: T-Kreuzung
W105: T-Kreuzung – schräg links*
W106: T-Kreuzung – schräg rechts*
W107: T-Kreuzung – linksseitig
W108: T-Kreuzung – rechtsseitig
W109: Versetzte Kreuzung (zunächst rechts)
W110: Versetzte Kreuzung (zunächst links)
W111: Abzweigung linksseitig
W112: Einmündung linksseitig
W113: Abzweigung rechtsseitig
W114: Einmündung rechtsseitig
W115: Gabelung
W116: Ende der getrennten Richtungsfahrbahnen, Zusammenführung von links
W117: Ende der getrennten Richtungsfahrbahnen, Zusammenführung von rechts
W118: Anfang der getrennten Richtungsfahrbahnen, Trennung nach links
W119: Anfang der getrennten Richtungsfahrbahnen, Trennung nach rechts

### Gruppe A2: Vorankündigung einer Gefahr durch ändernden Straßenverlauf

W201: Kreisverkehr
W202: Kurve (rechts)
W203: Kurve (links)
W204: Kurve (scharf rechts)
W205: Kurve (scharf links)
W206: Haarnadelkurve (rechts)
W207: Haarnadelkurve (links)
W208: Serpentine (beginnend rechts)
W209: Serpentine (beginnend links)
W210: Doppelkurve (zunächst rechts)
W211: Doppelkurve (zunächst links)
W212: Gegenverkehr
W213: Querverkehr*
W214: Einengung – Einzug rechts, noch 1 Fahrstreifen
W215: Einengung – Einzug links, noch 1 Fahrstreifen
W216: Schecht einsehbare Einmündung – rechts
W217: Schecht einsehbare Einmündung – links
W218: Schecht einsehbare Einmündung – links und rechts

### Gruppe A3: Vorankündigung einer Gefahrenstelle

W301: Lichtzeichenanlage
W302: Verkehrszeichen Halt! voraus
W303: Verkehrszeichen Vorfahrt gewähren voraus
TW304: Verkehrskontrolle
TW305: Schülerlotse
W306: Fußgängerüberweg
W307: Fußgänger
W308: Kinder
W309: Radverkehr
W310: Viehtrieb – Rinder
W311: Viehtrieb – Pferde
W312: Viehtrieb – Schafe
W313: Wildwechsel
W314: Tor
W315: Viehgitter rechtsseitig
W316: Viehgitter linksseitig
W317: Viehgitter
W318: Bahnübergang
W319: Tunnel*
W320: Höhenbeschränkung
W321: Längenbeschränkung
W322: Gefälle
W323: Steigung
W324: Langsam fahrende Kraftfahrzeuge am Gefälle
W325: Beginn einer Schotterstraße
W326: Verengte Fahrbahn auf der Brücke
W327: Verengte Fahrbahn, nur eine Fahrzeugbreite
W328: Verengte Fahrbahn
W329: Einseitig verengte Fahrbahn – Verengung rechts
W330: Einseitig verengte Fahrbahn – Verengung links
W331: Unebene Fahrbahn
W332: Bremsschwellen
W333: Schleuder- oder Rutschgefahr
W334: Steinschlag – Aufstellung rechts
W335: Steinschlag – Aufstellung links
TW336: Arbeitsstelle
TW337: Planierarbeiten
TW338: Splitt, Schotter
W339: Gefahrstelle
TW340: Oberflächenstufe – rechts
TW341: Oberflächenstufe – links
TW342: Seitenstreifen nicht befahrbar
TW343: Verkehrsführung mit Stop/Go-Zeichen voraus
TW344: Baustellenfahrzeuge kreuzen – Aufstellung links
TW345: Baustellenfahrzeuge kreuzen – Aufstellung rechts
W346: Vorsicht Gefahrenstelle – gelbes Blinklicht
TW347: Vorsicht Polizeieinsatz – blaues Blinklicht
W348: Ufer
W349: Seitenwind
W350: Senke gefüllt mit Wasser/losem Material
W351: Flugbetrieb
W352: Landwirtschaftlicher Verkehr
TW353: Unfall
W354: Eingeschränkte Sicht
W355: Stau
W356: Reiter
W357: Wildwechsel – Elefanten
W358: Wildwechsel – Warzenschweine
W359: Wildwechsel – Flusspferde
W360: Breitenbeschränkung
W361: Elektrische Oberleitung*
W362: Straßenbahn*
W363: Ende der Schotterstraße

Beispiele für temporäre Zeichen der Gruppe A:

TW116: Ende der getrennten Richtungsfahrbahnen, Zusammenführung von links
TW117: Ende der getrennten Richtungsfahrbahnen, Zusammenführung von rechts
TW118: Anfang der getrennten Richtungsfahrbahnen, Trennung nach links
TW119: Anfang der getrennten Richtungsfahrbahnen, Trennung nach rechts
TW212: Gegenverkehr
TW213: Querverkehr*
TW214: Einengung – Einzug rechts, noch 1 Fahrstreifen
TW215: Einengung – Einzug links, noch 1 Fahrstreifen
TW326: Verengte Fahrbahn auf der Brücke
TW328: Verengte Fahrbahn
TW331: Unebene Fahrbahn
TW339: Gefahrenstelle

### Gruppe B: Verkehrseinrichtungen

W401: Leitbake, Pfeilbake, (Aufstellung links)
W402: Leitbake, Pfeilbake, (Aufstellung rechts)
TW401: Vorübergehende Leitbake, Pfeilbake, (Aufstellung links)
TW402: Vorübergehende Leitbake, Pfeilbake, (Aufstellung rechts)
W403: Bahnübergang mit einem Gleis
W404: Bahnübergang mit zwei oder mehr Gleisen
W405: Richtungstafel in Kurven (Aufstellung links)
W406: Richtungstafel in Kurven (Aufstellung rechts)
W407: Richtungstafel in Kurven (Aufstellung links)
W408: Richtungstafel in Kurven (Aufstellung rechts)
W409: Richtungstafel an T-Kreuzungen
W410: Absperrleitplatte
W411: Absperrschranke*
TW411: Vorübergehende Absperrschranke*
TW412: Lichtzeichenanlage außer Betrieb (zur Abschrankung der Lichtsignale)
W413: Leitplatte
W414: Leitplatte
W415: Leitmal waagerecht

Beispiele für temporäre Verkehrseinrichtungen:

TW406: Richtungstafel in Kurven (Aufstellung rechts)
TW407: Richtungstafel in Kurven (Aufstellung links)
TW409: Richtungstafel an T-Kreuzungen
TW414: Leitplatte

### Sonderformen und historische Gefahrenzeichen

Seitenwind
Flugsand
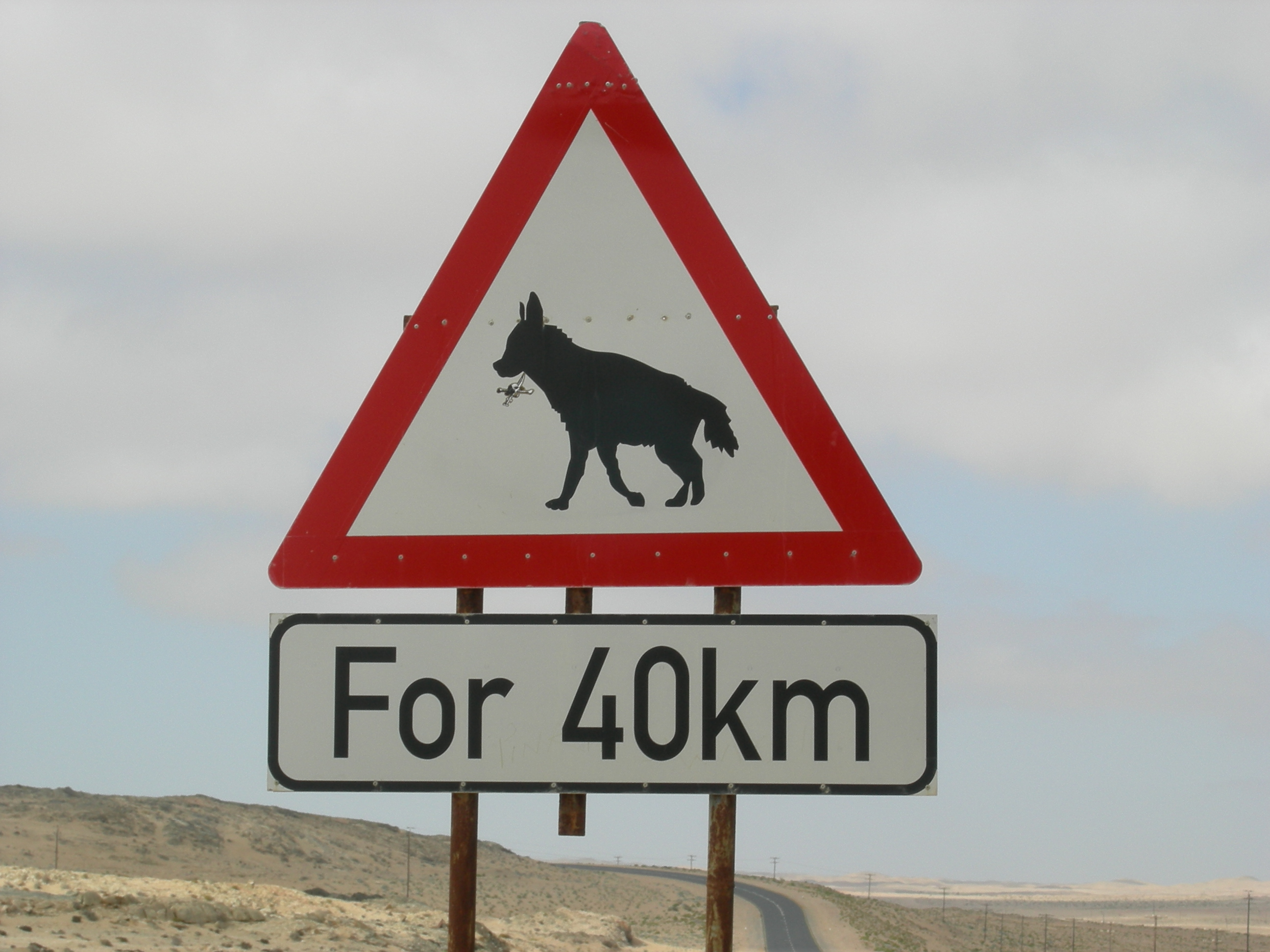
Wildwechsel – (Strandwolf)
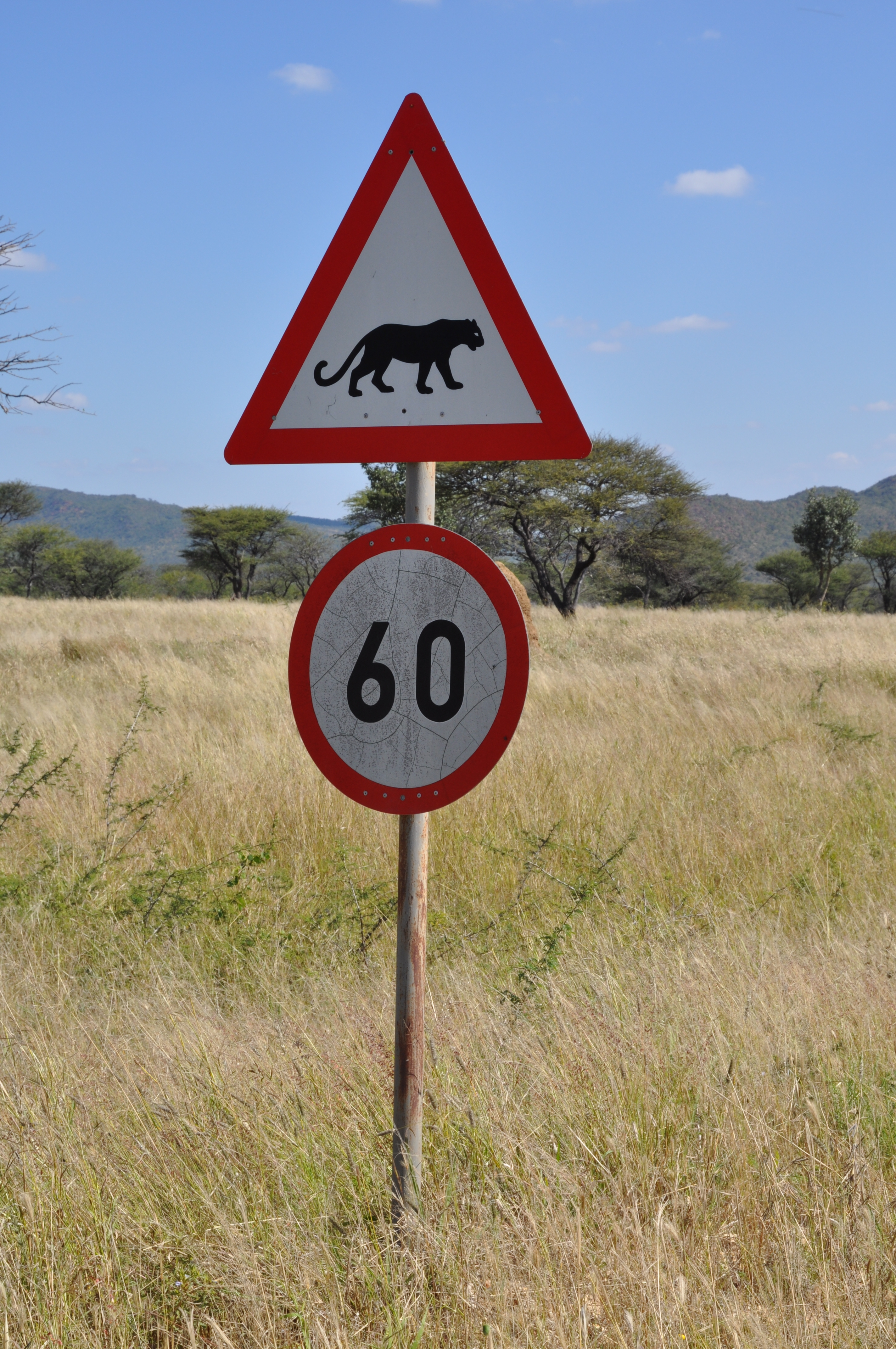
Wildwechsel – (Leopard)
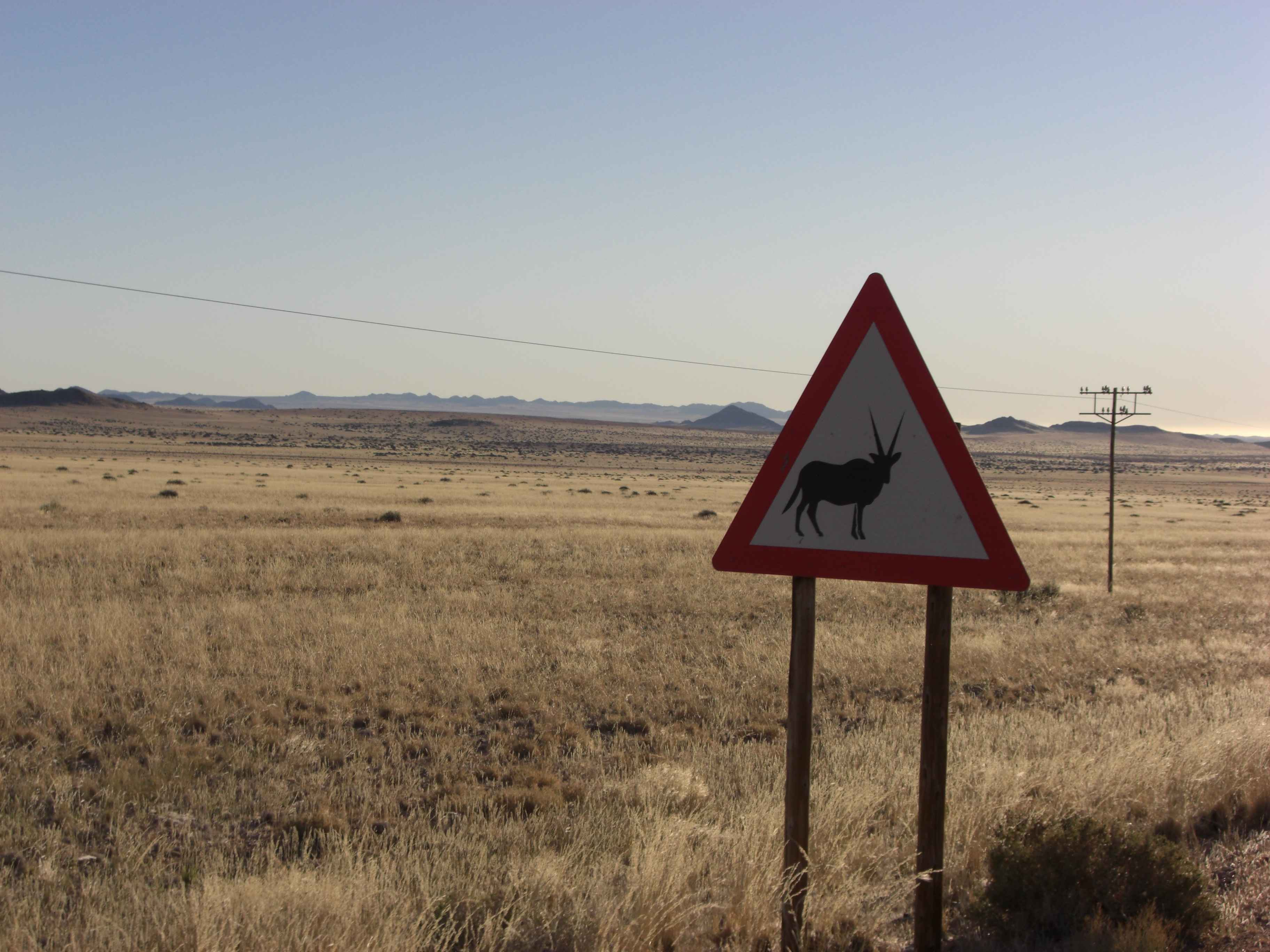
Wildwechsel – (Oryx)

## Orientierungszeichen nach Anlage 2 RTaTA
Die Gliederung der Orientierungszeichen erfolgt nach ihrer Funktion in die Gruppen A bis G. Nach dem RTaTA sind Orientierungszeichen ein wesentlicher Bestandteil zur sicheren Navigation auf den öffentlichen Verkehrswegen. Sie sollen ein einheitliches Erscheinungsbild bieten und den Verkehrsteilnehmer durch die Grundfarbe (z. B. blau für Autobahn) über die Klassifizierung der Straße informieren. Nur vereinzelt gibt es von Orientierungszeichen eine temporäre Variante.

### Gruppe A: Ortshinweiszeichen

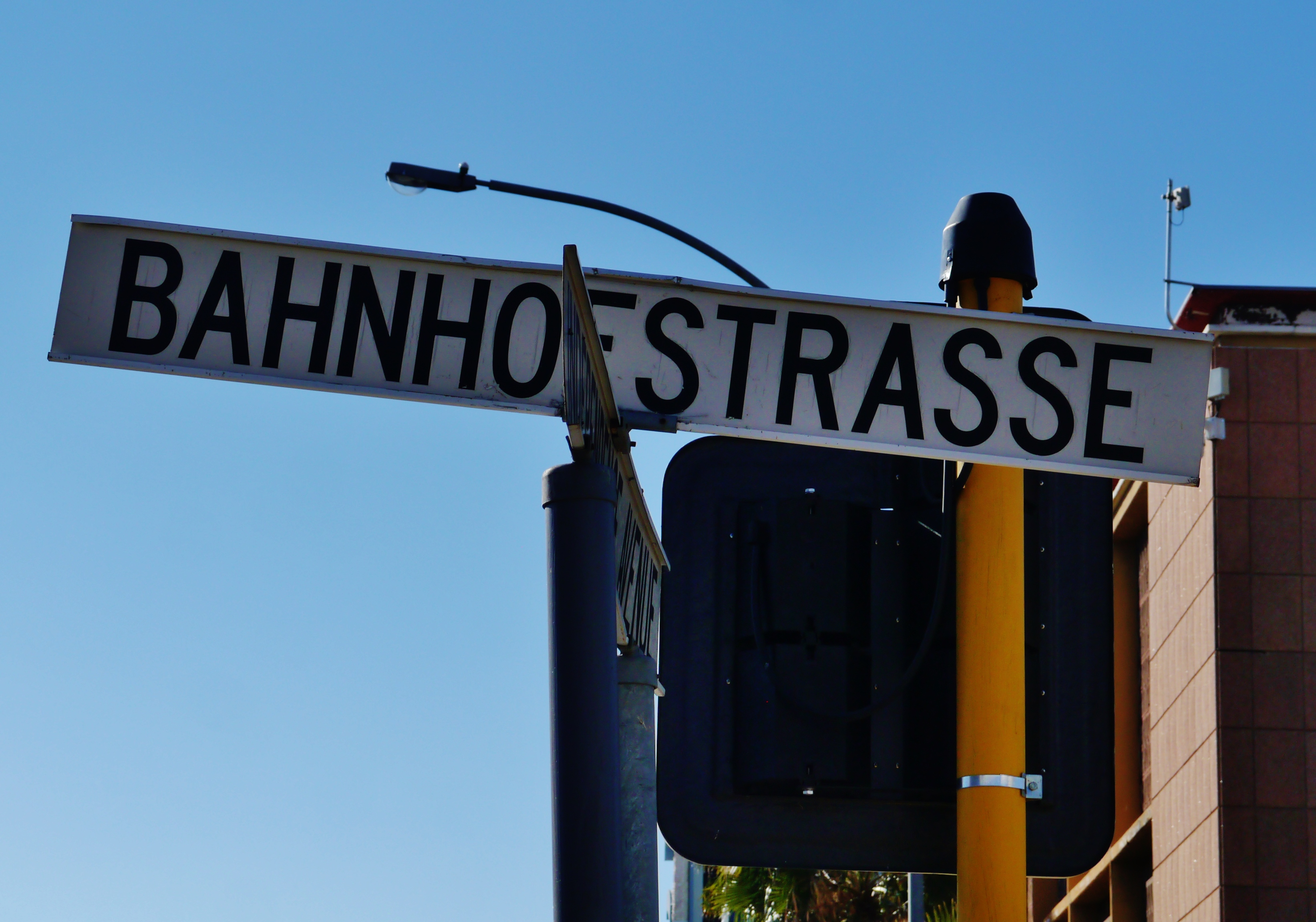
GL1: Straßennamenschild
GL2: Stadtteilhinweistafel*
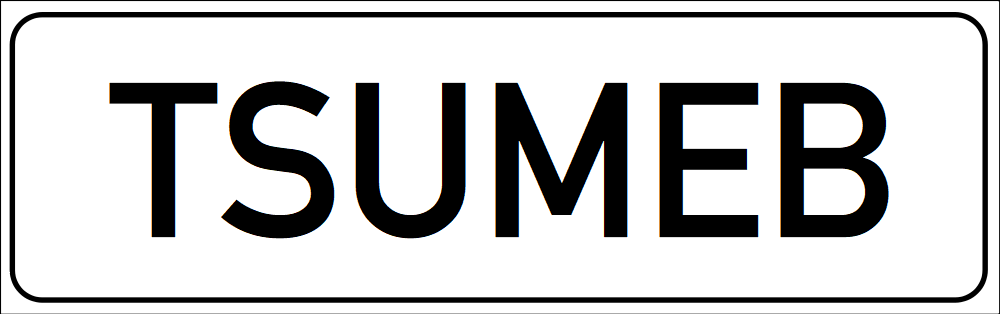
GL3: Ortstafel
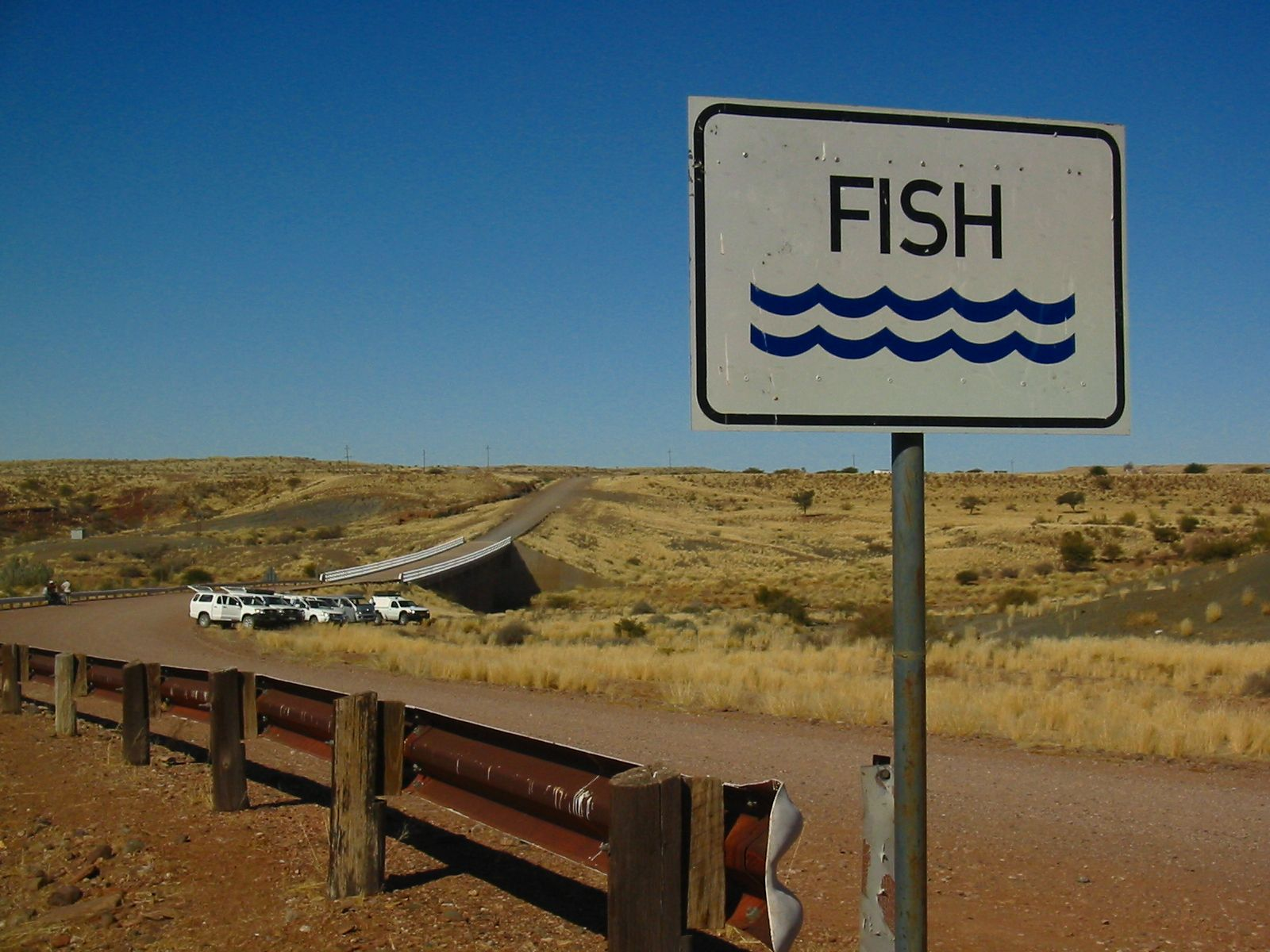
GL4: Fluss oder Kanal
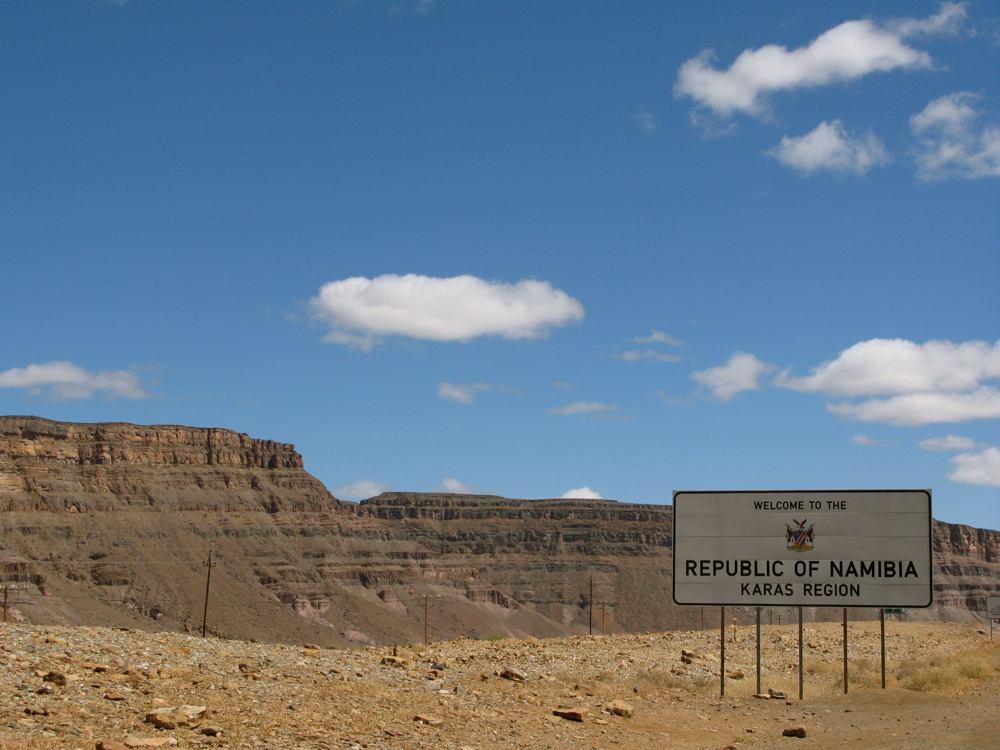
GL5: Landes-, Regional- oder Kreisgrenze
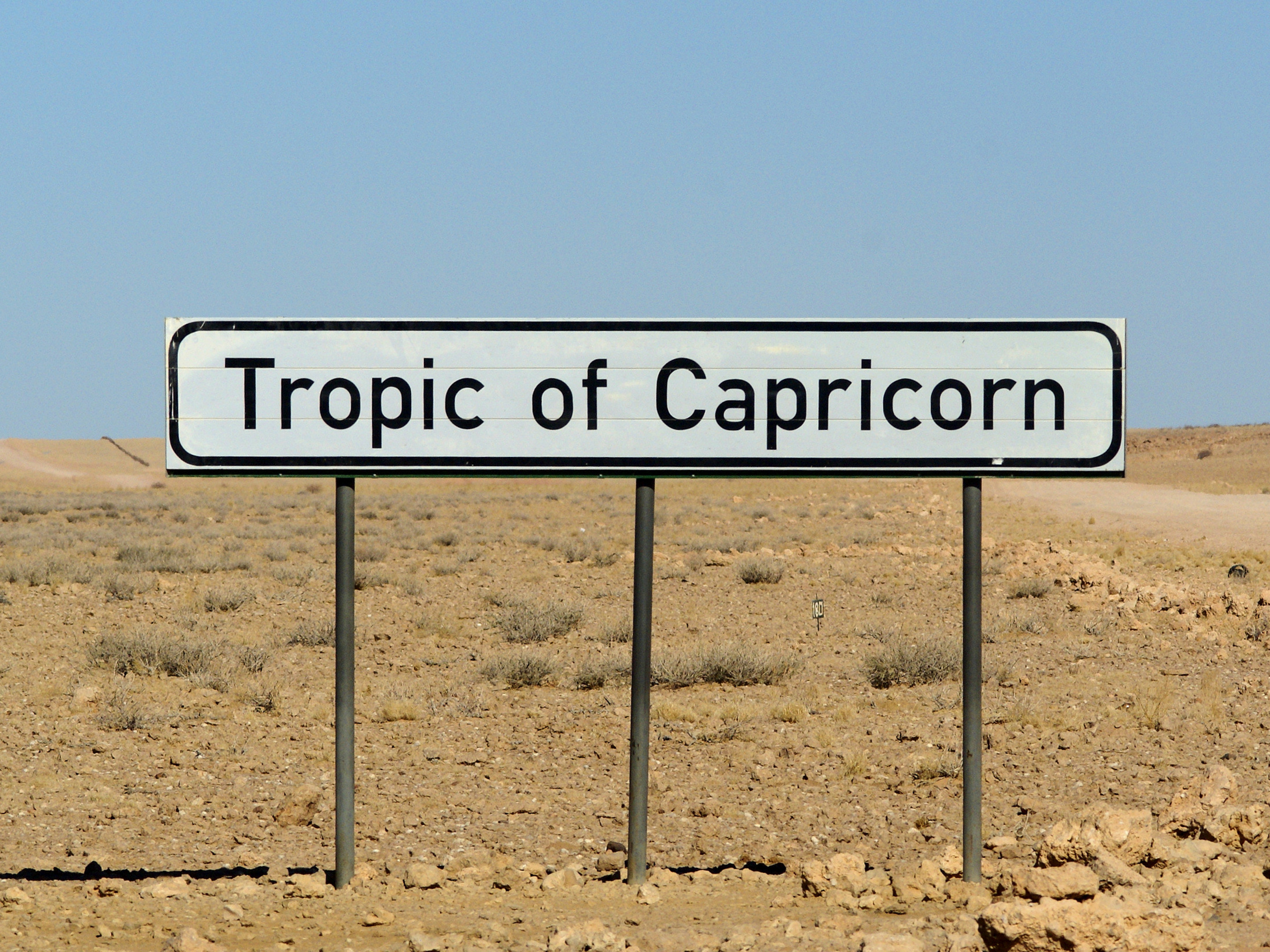
GL6: Geografische Position
GL7: Name einer Strecke oder Route*
GL8: Ankündigungsschild vor einem Knotenpunkt*

Sinnbilder zur Verwendung auf Ortshinweiszeichen

Das Sinnbild steht immer in Verbindung mit einer Bezeichnung bzw. einem Namen (z. B. Name eines Gewässers).

GLS-1: Fluss/Gewässer
GLS-2: Mautpflichtigen Strecke (Toll)*
GLS-3: Ende der mautpflichtigen Strecke (Toll)*
GLS-4: Autobahn*
GLS-5: Kraftfahrstraße*
GLS-6: Autobahnkreuz*
GLS-7: Conservancy

### Gruppe B: Routenmarkierungen

GE12: Autobahnen
GE13: Nebenstraßen
GE14: Hauptstraßen
GE15: Nationalstraßen
GE19: SADC-Fernstraßen

### Gruppe C: Wegweiser

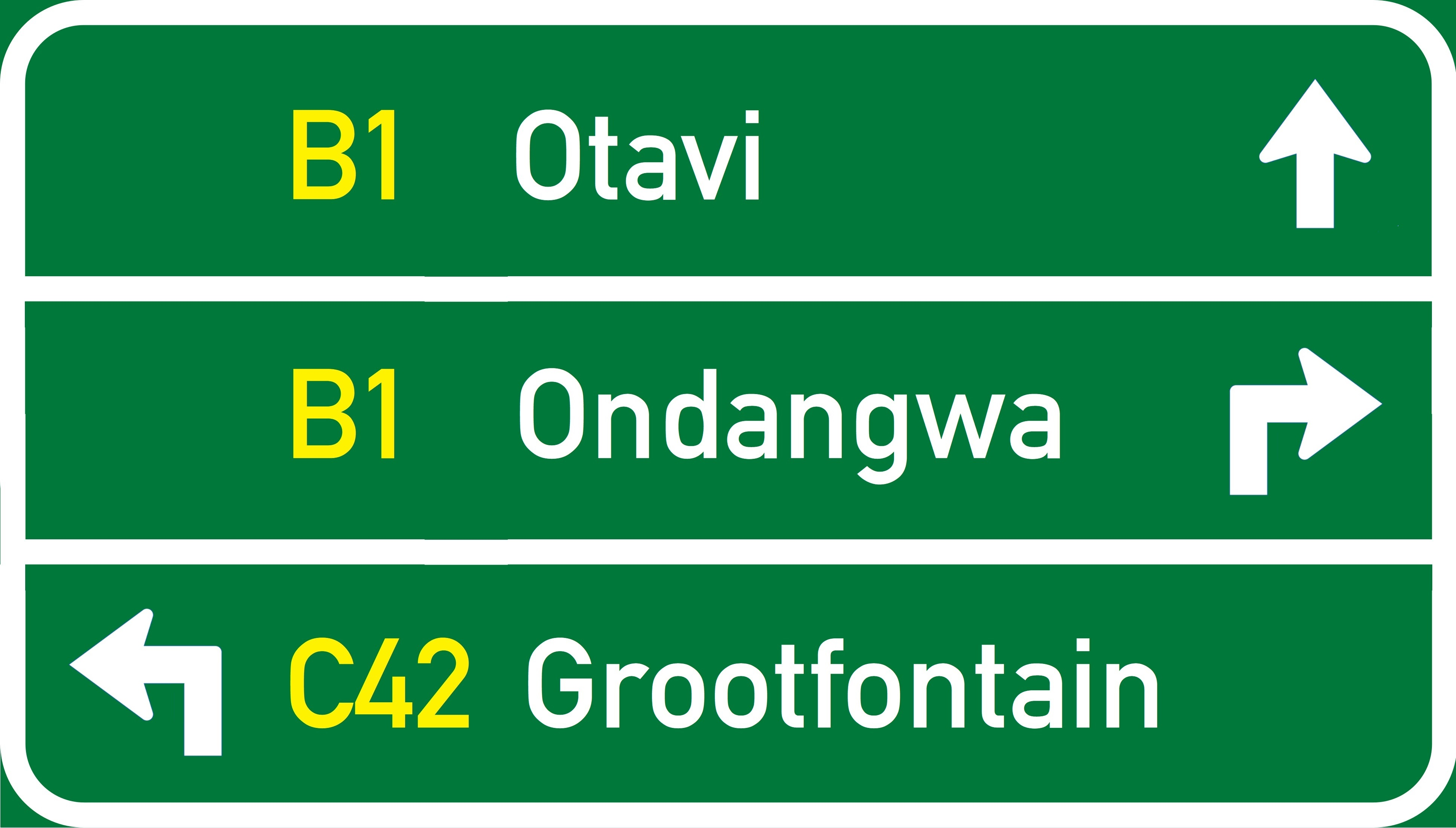
GD1: Tabellenwegweiser
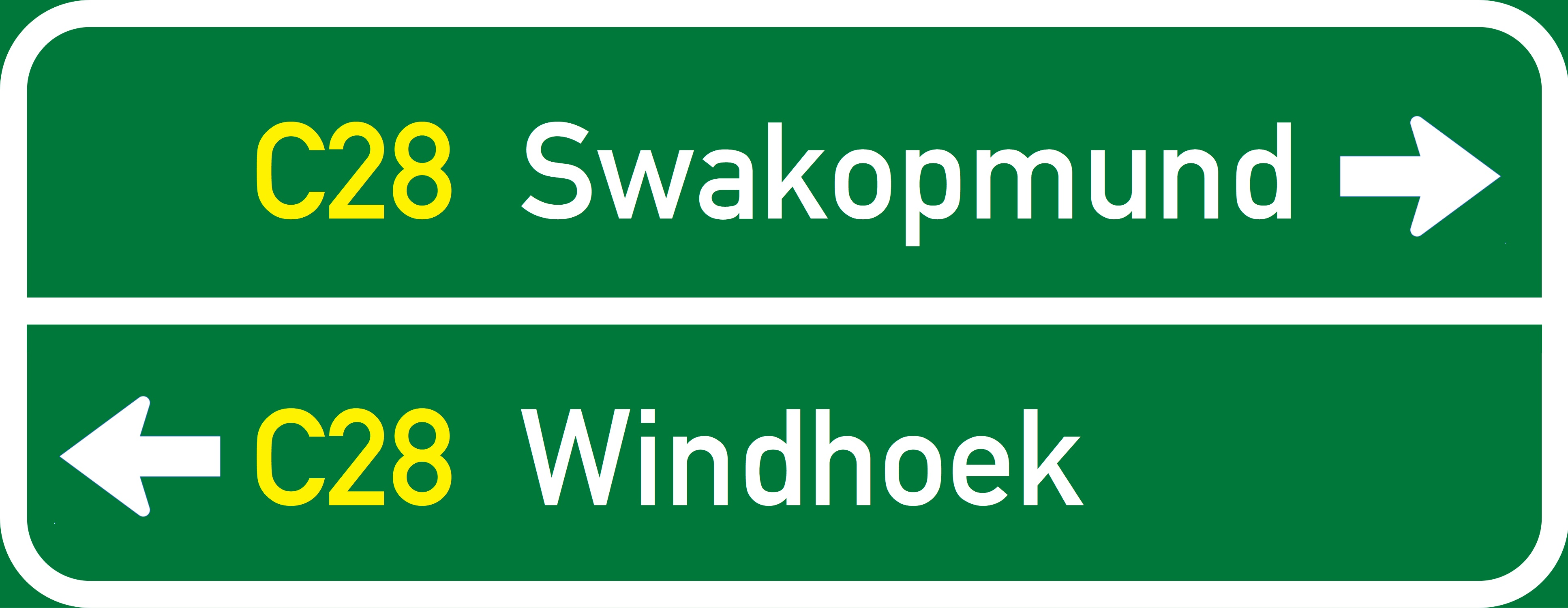
GD2: Tabellenwegweiser
TGD2-D: Ankündigung oder Fortsetzung der Umleitung, hier geradeaus*
TGD2-D: Ankündigung oder Fortsetzung der Umleitung, hier links*
TGD2-D: Ankündigung oder Fortsetzung der Umleitung, hier rechts*
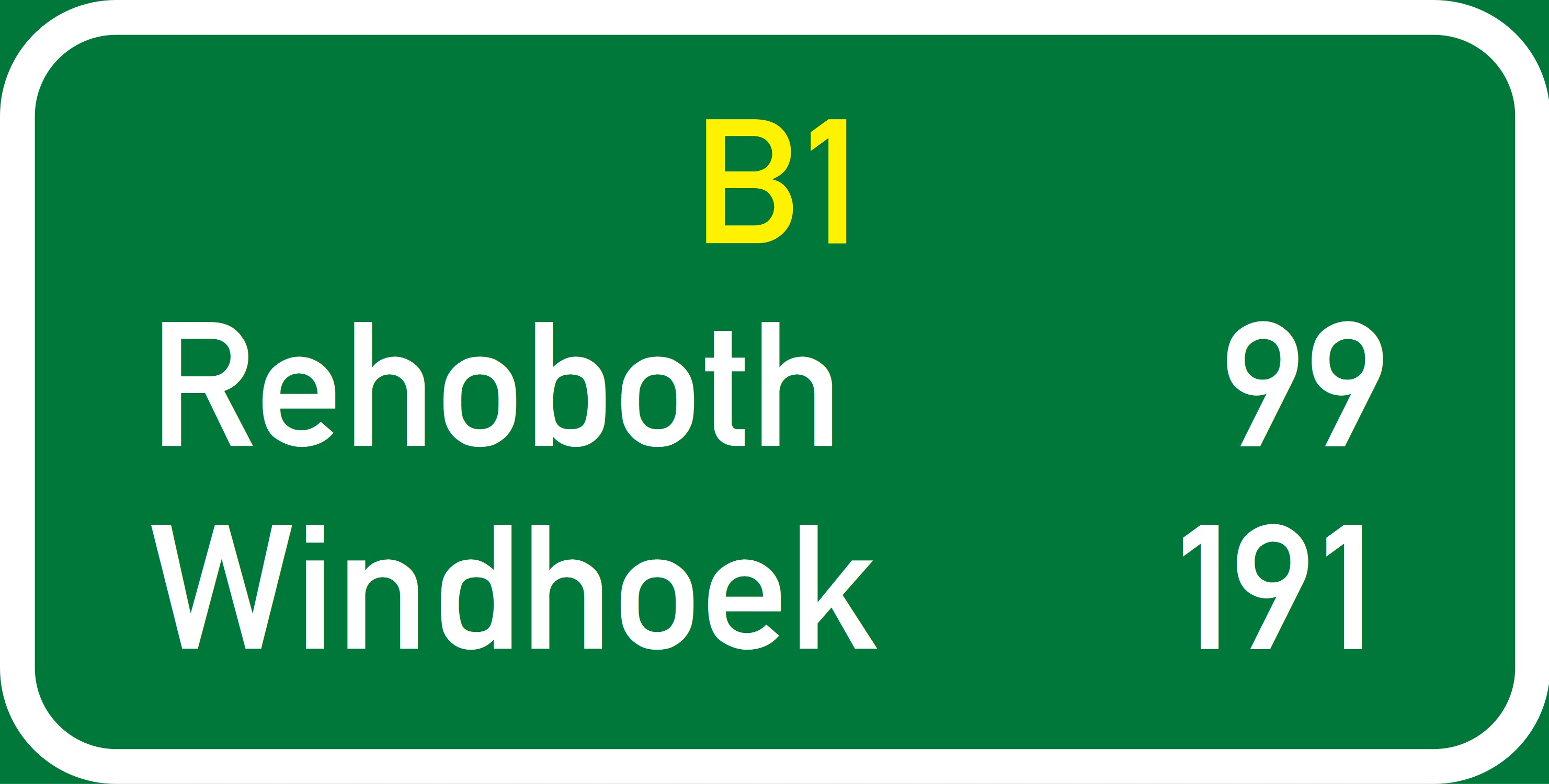
GD3: Entfernungstafel
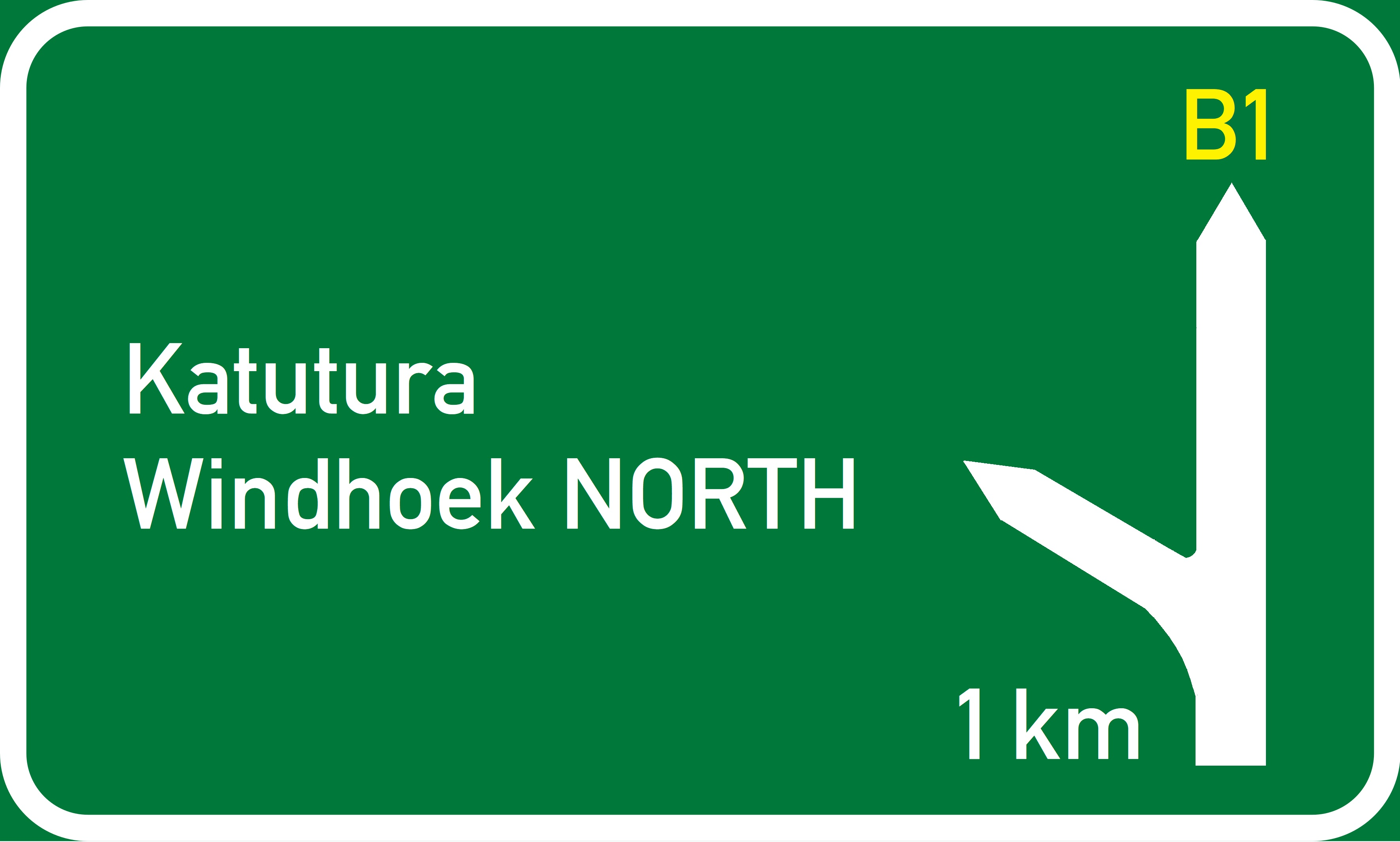
GD5: Vorwegweiser auf Schnellstraßen vor Ausfahrten
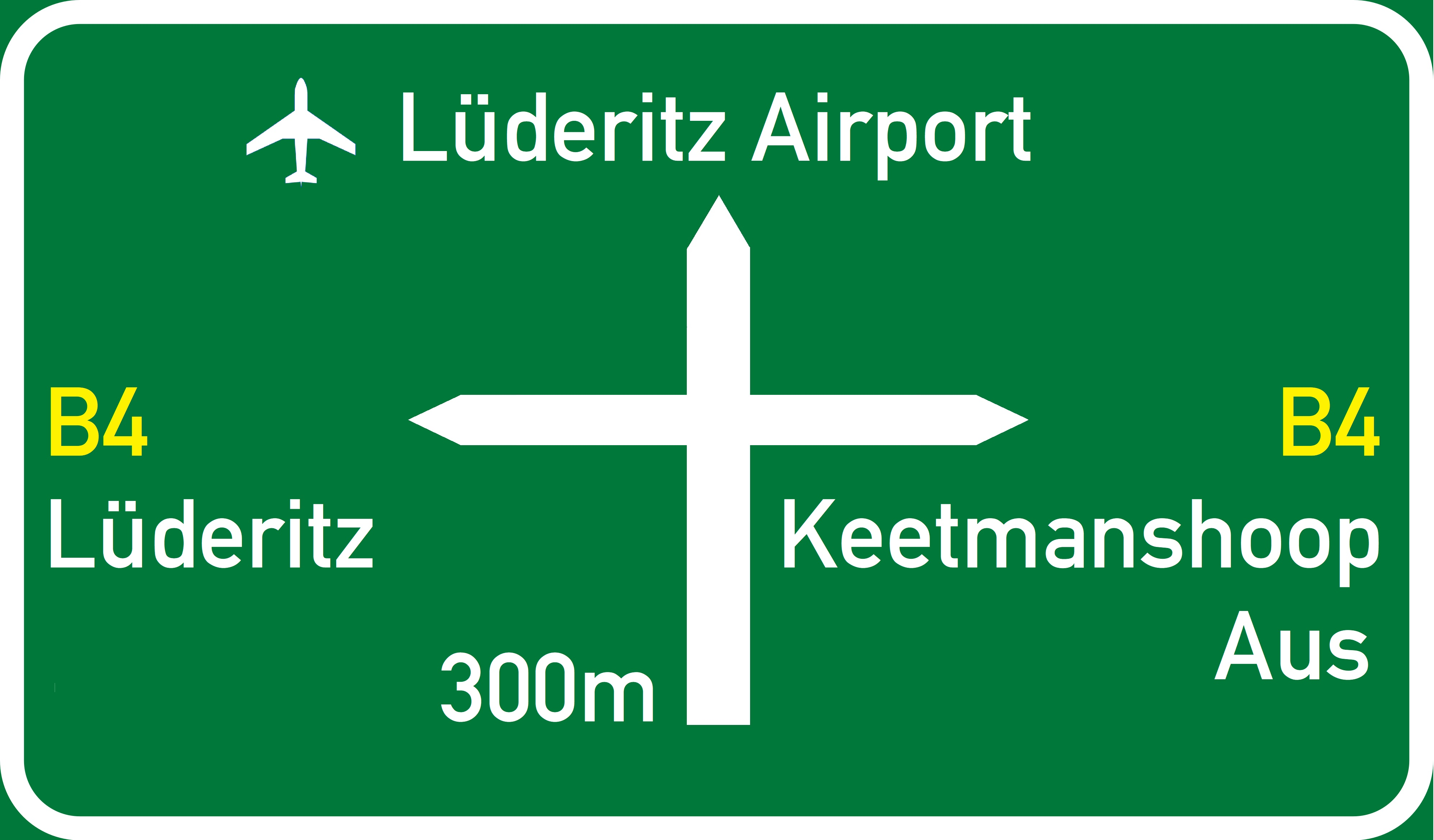
GD6: Vorwegweiser vor Kreuzungen
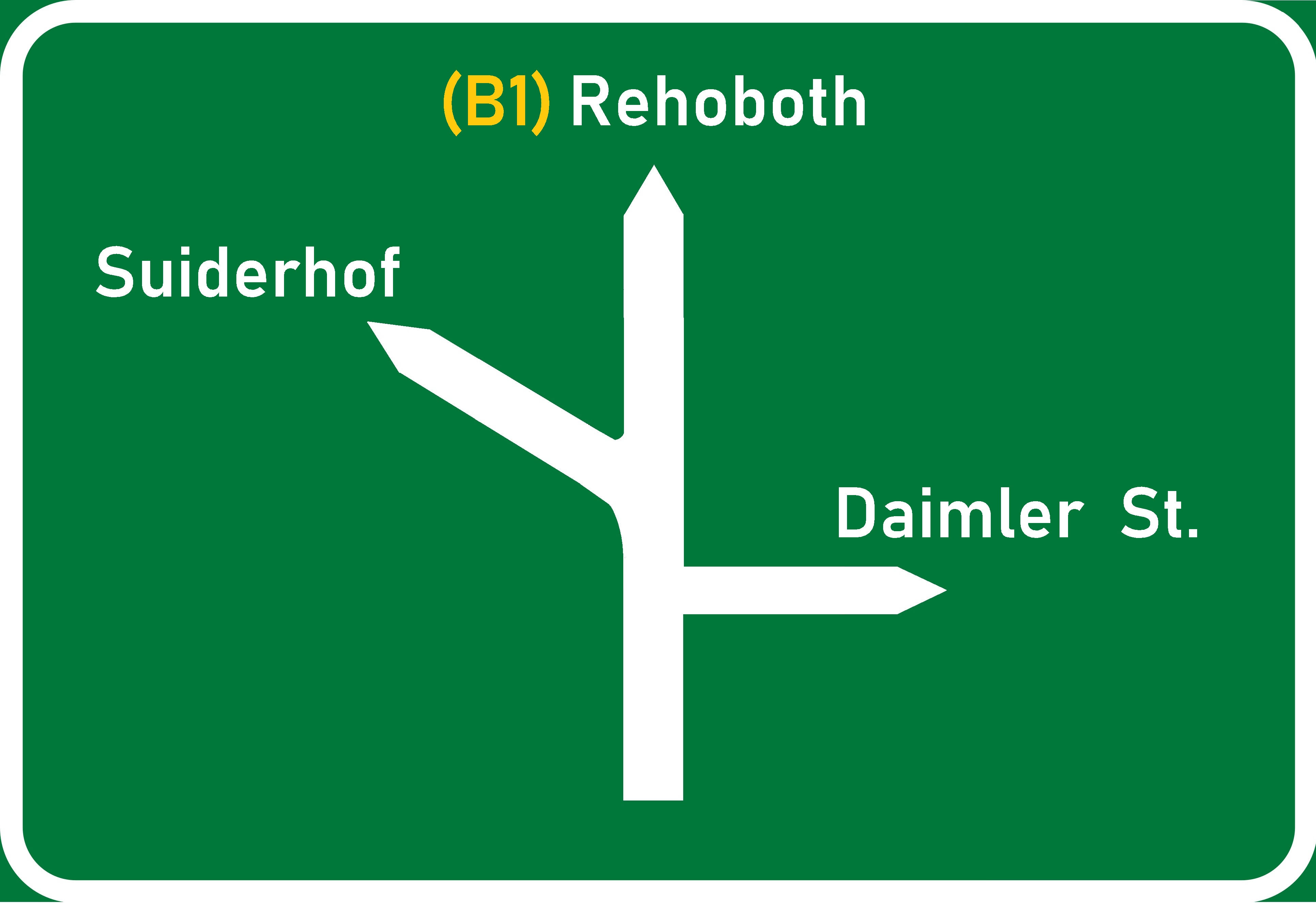
GD7: Vorwegweiser vor versetzten Kreuzungen
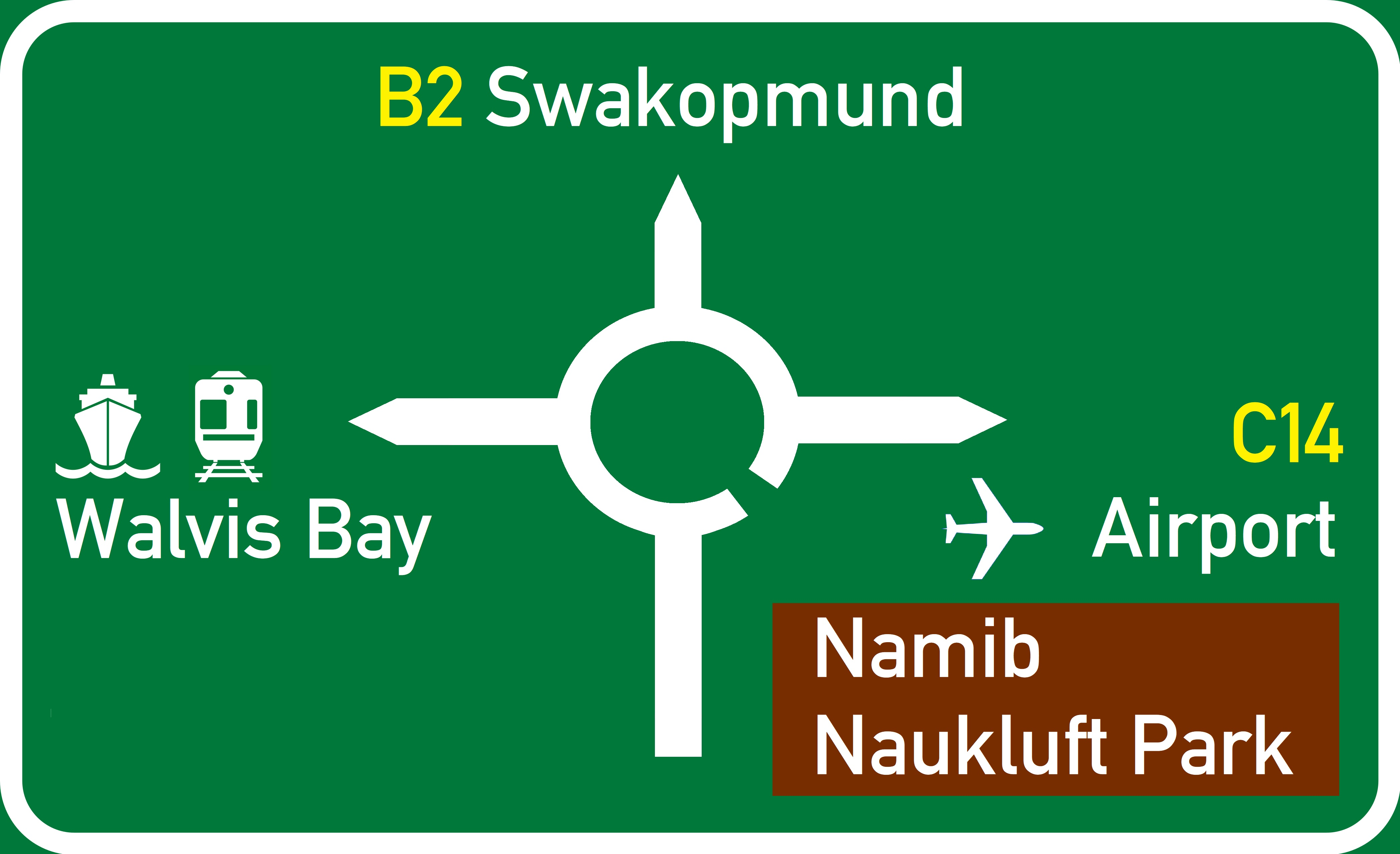
GD8: Vorwegweiser vor Kreisverkehren

#### Sinnbilder zu Zielen mit erhöhter Verkehrsbedeutung

GDS1: Bahnhof
GDS2: Bushaltestelle
GDS3: Flughafen
GDS4: Autobahn
GDS5: Kraftfahrstraße*
GDS6: Kraftwerk
GDS7: Industriegebiet
GDS8: Zentrum oder Innenstadt
GDS9: Mautpflichtigen Strecke (Toll)*
GDS10: Alternative Strecke ohne Mautpflicht*
GDS11: Hubschrauberlandeplatz
GDS12: Bergwerk
GDS13: Hafen
GDS14: Einkaufszentrum
GDS15: Bibliothek
GDS16: Fahrradweg
GDS17: Parken und Reisen per Bahn*
GDS18: Parken und Reisen per Omnibus*
GDS19: Haltestelle
GDS20: Parken
GDS21: Haltestelle für Minibusse
GDS22: Vorankündigung einer Mautstelle*

### Gruppe E: Wegweiser zu touristischen Zielen

GF11: Abstand der Notrufsäulen 2 km*
GF12: Nächste Notrufsäule in 500 m*
GF13: Notrufsäule*
GF14: Letzte Notrufsäule in 1 km*

#### Sinnbilder zu Zielen mit touristischer Verkehrsbedeutung
Die nachfolgenden Sinnbilder sind auf Wegweisern oder touristischen Hinweistafeln zur Orientierung und Informationen zu verwenden. Jedes Sinnbild ist nach der RTaTA einer Gruppe artverwandter Symbol zugeordnet.
Naturreservate

A1: Nationalpark*
A1-2: Nationalpark
A2: Regionalpark*

Erholung und Freizeit

A3: Erholungs- oder Freizeitgebiet*
A3-1: Sport- und Gesellschaftsclub (Golf)
A3-2: Thermalquelle
A3-3: See oder Gewässer*
A3-4: Küste oder Strand*
A3-5: Berg*

Naturlandschaften

A4: Schöne Naturlandschaft
A4-1: Naturschutzgebiet*
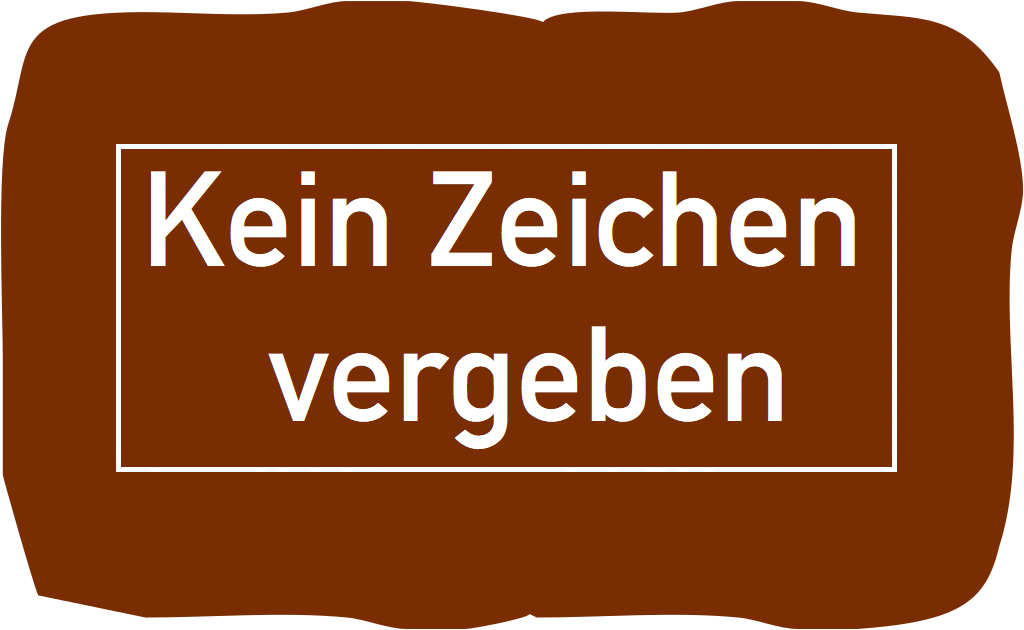
A4-2: Naturerbe*
A4-3: Botanischer Garten*
A4-4: Gärten oder Blumen*
A4-5: Wasserfall*
A4-6: See oder Staudamm (kein Wassersport)*
A4-7: Höhlen*
A4-8: Aussichtspunkt
A4-9: Wald (natürlich gewachsen)*
A4-10: Staatsforst*
A4-11: Berg*

Sportstätten

A5-1: Motorsport-Rennstrecke*
A5-2: Golfplatz
A5-3: Pferderennbahn*
A5-4: Reitturnier*
A5-5: Angeln*
A5-6: Kricketfeld*
A5-7: Schwimmbad*
A5-8: Stadion*

Wildpark und -schutzgebiete

A6: Wildpark*
A6-1: Wildschutzgebiet*
A6-2: Wildgehege*
A6-3: Vogelpark oder Vogelschutzgebiet*
A6-4: Zoologischer Garten*
A6-5: Wildpark (Schlangen)*
A6-6: Wildpark (Krokodile)*
A6-7: Wildpark (Nashörner)*
A6-8: Wildpark (Löwen)*

Historische Sehenswürdigkeiten

A7: Historischer Ort*
A7-1: Nationaldenkmal
A7-2: Museum
A7-3: Historisches Bergwerk*
A7-4: Historischer Bahnhof*
A7-5: Historisches Schlachtfeld*
A7-6: Historischer Friedhof
A7-7: Geologische Stätte*

Küstenattraktionen

A8: Küste
A8-1: Meeresschutzgebiet*
A8-2: Schifffahrtsmuseum*
A8-3: Aquarium*
A8-4: Wale*
A8-5: Delfine*
A8-6: Leuchtturm*
A8-7: Werft*
A8-8: Slipanlage
A8-9: Fischerei
A8-10: Langusten und Krebstiere*
A8-11: Ozeaneum*
A8-12: Strand*

Kunst und Handwerk

A9: Kunst und Handwerksarbeiten
A9-1: Malerei und Zeichnung*
A9-2: Töpferei*
A9-3: Schmuck und Edelsteine*
A9-4: Weberei und Strickarbeit*
A9-5: Lederwaren*
A9-6: Afrikanische Kunst und Handwerksarbeiten*
A9-7: Tischler oder Schreiner*
A9-8: (Kunst-)Schmiede*
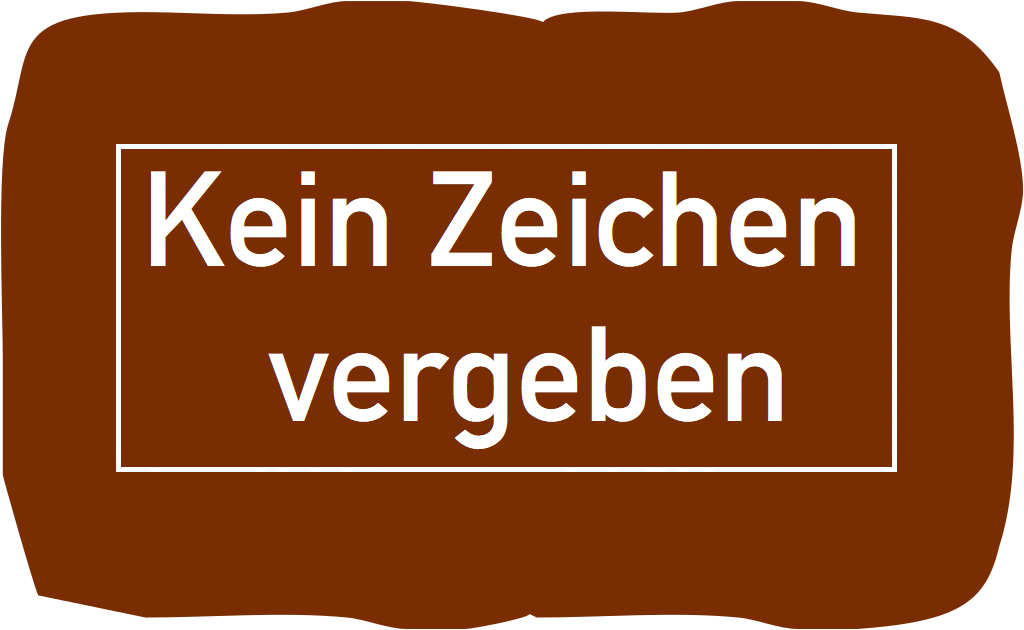
A9-9: Bildhauerei*
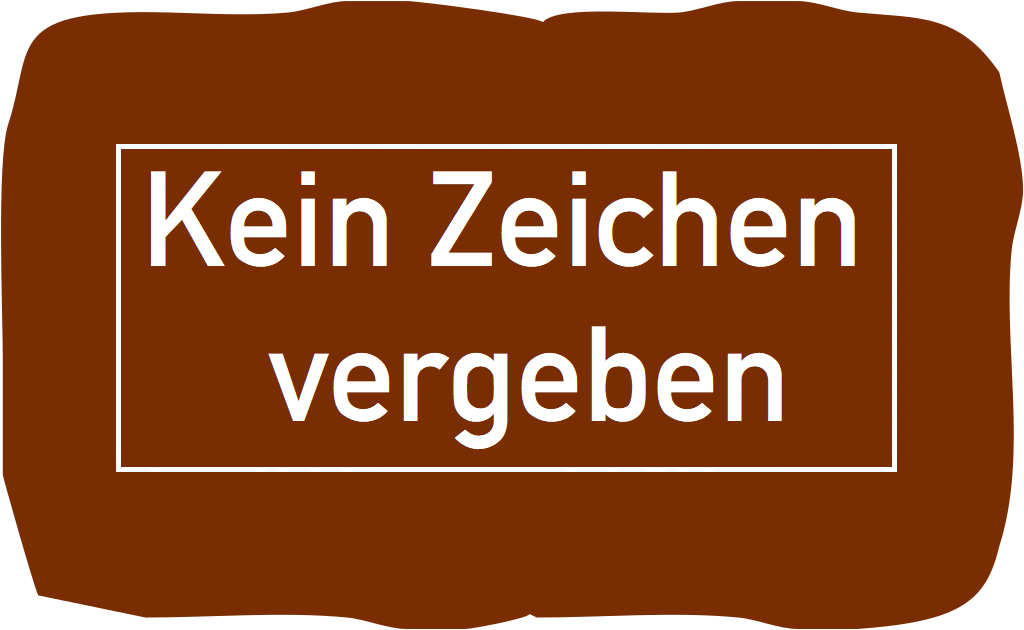
A9-10: Glas und Keramiken*

Kultur

A10: Kultur und kulturelle Einrichtung*
A10-1: Theater
A10-2: Amphitheater*

Abenteuer und Erlebnisse

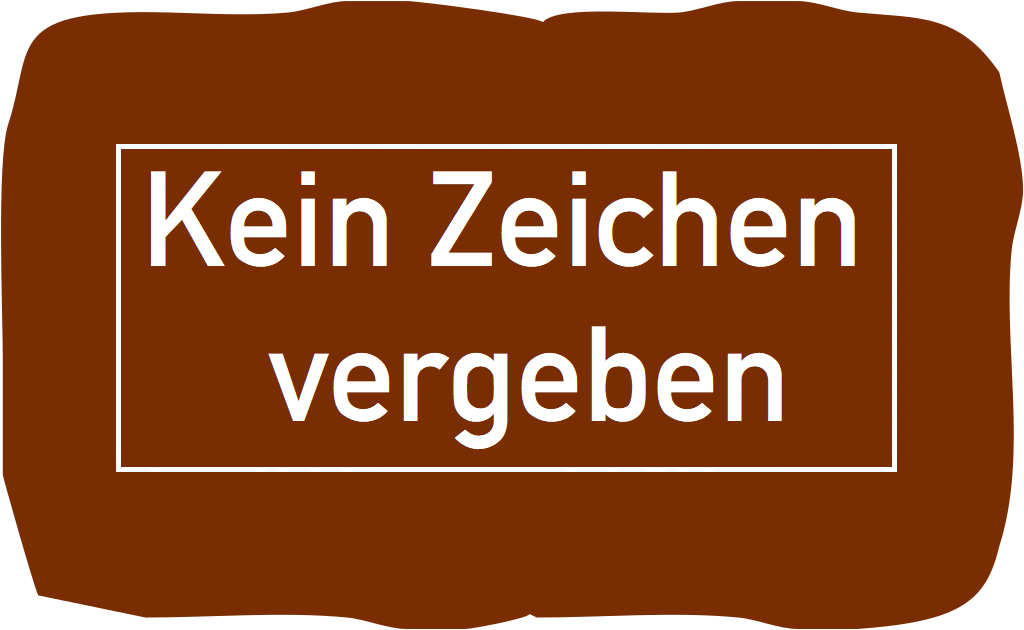
A11: Abenteuer und Erlebnis*
A11-1: Wanderweg
A11-2: Wanderreiten (Pferde-Trail)*
A11-3: Geländefahrt (Offroad-Trail)*
A11-4: Motorrad- oder Bike-Trail*
A11-5: Fluss- oder Wildwasser-Rafting*
A11-6: Sporttauchen*
A11-7: Ballonfahren*

Landwirtschaft

A12: Landwirtschaft*
A12-1: Weinkellerei*
A12-2: Weinstraße oder Weingut*
A12-3: Veranstaltungs- oder Ausstellungsgelände*
A12-4: Kirschenplantage*
A12-5: Straußenzucht und Straußenreiten*
A12-6: Straußenzucht*
A12-7: Aquakultur
A12-8: Straßenverkaufsstand*
A12-9: Schmetterlingszucht*

Allgemeine Attraktionen

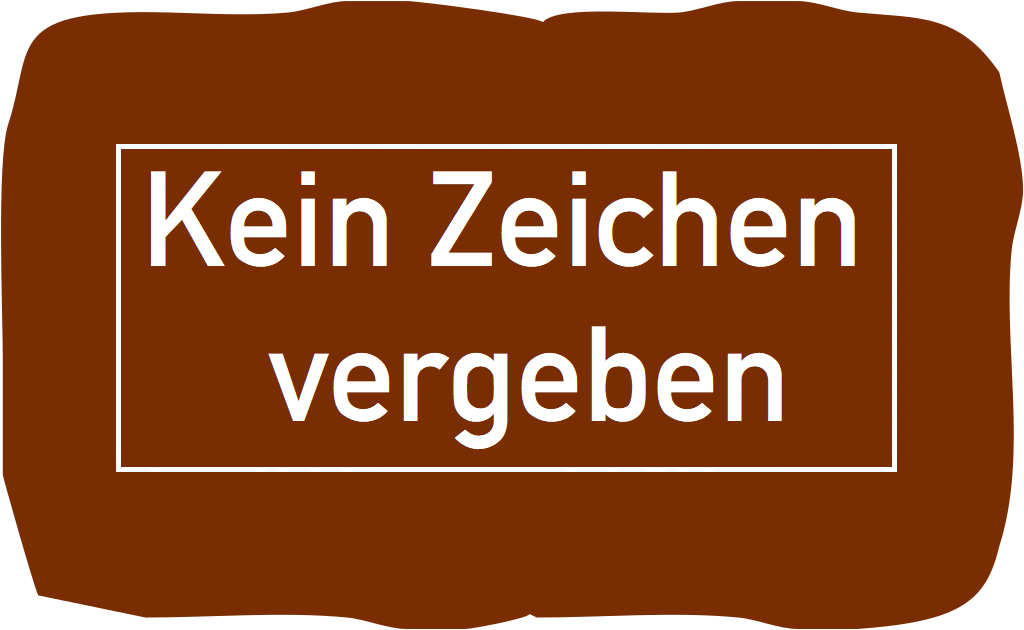
A13: Allgemeine Attraktionen*
A13-1: Thementierpark*

#### Sinnbilder zu Zielen von Service- und Dienststellen mit Verkehrsbedeutung
Rettungsdienste

B1-1: Telefon
B1-2: Polizei
B1-3: Krankenhaus (mit dem Namen)
B1-4: Erste Hilfe*
B1-5: Notrufsäule (Symbol auf dem Verkehrszeichen)*
B1-6: Notrufsäule (Symbol an der Säule)*
B1-7: Seenotrettung (Sea Rescue Institute of Namibia)*
B1-8: Rettungswagen und medizinische Dienste*
B1-9: Feuerwehr und Feuerwehrhaus*
B1-10: Notrufnummer

Fahrzeugservice

B2-1: Tankstelle und Pannenhilfe*
B2-2: Tankstelle
B2-3: Pannenhilfe*
B2-4: Abschleppdienst*

LKW-Service

B3-1: Ruhe- und Servicebereich für Lastkraftwagen*

Gastronomie und Nahversorgung

B4-1: Restaurante
B4-2: Erfrischungen
B4-3: Imbissstand*
B4-4: Marktstand, Kiosk, Café oder Krämerladen*

Service allgemein

B5-1: Parkplatz (Gebührenfrei)
B5-2: Toiletten*
B5-3: Dusche*
B5-4: Trinkwasser
B5-5: Grillplatz
B5-6: Kochgelegenheit*
B5-7: Picknicktische
B5-8: Touristeninformation
B5-9: Einrichtung für Schwerbehinderte
B5-10: Straßenverkaufsstand
B5-11: Poststelle*
B5-12: Ladenlokal*

Rastplätze

B6-1: Rastplatz (Klasse 1)
B6-2: Rastplatz (Klasse 2)*
B6-3: Rastplatz (Klasse 3)*

Fahrzeugarten

B7-1: Personenkraftwagen
B7-2: Wohnwagen
B7-3: Omnibusse
B7-4: Lastkraftwagen
B7-5: Kleintransporter*
B7-6: Motorräder

Beherbergungswesen

C1-1: Übernachtung (inkl. Hotels, Gasthöfe usw.)
C1-2: Ferienhaus*
C1-3: Campingplatz
C1-4: Zeltplatz
C1-5: Gasthaus*
C1-6: Bed and Breakfast*
C1-7: Fremdenzimmer (nur Übernachtung)
C1-8: Jugendherberge, Jugendzentrum oder Zeltlager*
C1-9: Übernachtungsremise (Trail Shelter)*
C1-10: Gästefarm

Symbole auf Informationstafeln von Raststätten

D1-1: Personenkraftwagen
D1-2: Wohnwagen
D1-3: Omnibusse
D1-4: Lastkraftwagen
D1-5: Motorräder
D1-6: Imbissstand*
D1-7: Restaurante
D1-8: Erfrischungen
D1-9: Ladenlokal*
D1-10: Einrichtung für Schwerbehinderte
D1-11: Toiletten*
D1-12: Telefon
D1-13: Pfeil – geradeaus
D1-14: Pfeil – links bzw. rechts
D1-15: Pfeil – links bzw. rechts einordnen
D1-16: Pfeil – Fahrtrichtung links bzw. rechts
D1-17: Ausfahrt auf Fernstraße (Nummer der Straße)*
D1-18: Parkplatz
D1-19: Tankstelle und Pannenhilfe*
D1-20: Tankstelle
D1-21: Picknicktische
D1-22: Touristeninformation
D1-23: Waschanlage für PKW*
D1-24: Waschanlage für LKW*
D1-25: Trinkwasser
D1-26: Grillplatz
D1-27: Kochgelegenheit*
D1-28: Dusche*

### Gruppe F: Wegweiser zu lokalen Zielen

#### Sinnbilder zu Zielen mit erheblicher Verkehrsbedeutung

GDLS-A1-1: Business Center
GDLS-A1-2: Universität
GDLS-A1-3: Technische Universität
GDLS-A1-4: Bildungseinrichtung oder Hochschule
GDLS-A1-5: Einkaufszentrum
GDLS-A1-6: Bahnhof*
GDLS-A1-7: Flughafen
GDLS-A1-8: Bushaltestelle
GDLS-A1-9: Haltestelle für Minibusse
GDLS-A1-10: Hafen
GDLS-A1-11: Parken
GDLS-A1-12: Parkhaus*
GDLS-A1-13: Umstiegsknotenpunkt*
GDLS-A1-14: Bergwerk

#### Sinnbilder zu Zielen mit Verkehrsbedeutung

GDLS-A2-1: Informationsstelle
GDLS-A2-2: Postamt
GDLS-A2-4: Industriegebiet
GDLS-A2-5: Parken und Reisen
GDLS-A2-6: Mülldeponie
GDLS-A2-7: Frischwarenmarkt
GDLS-A2-11: Kraftwerk
GDLS-A2-13: Bibliothek
GDLS-A2-14: Schwimmbad

#### Sinnbilder zu Sonderzielen mit Verkehrsbedeutung

GDLS-A3-1: Friedhof
GDLS-A3-2: Gartenabfälle
GDLS-A3-3: Arbeitsstelle
GDLS-A3-4: Rundfunksender
GDLS-A3-5: Autokino
GDLS-A3-6: Baumschule
GDLS-A3-7: Sportverein
GDLS-A3-8: Straßenverkehrsamt
GDLS-A3-9: Energieversorger
GDLS-A3-10: Testgelände
GDLS-A3-11: Führerscheinbehörde

#### Sinnbilder zu Zielen von Not- und Hilfsdiensten

GDLS-A4-1: Klinik
GDLS-A4-2: Medizinisches Versorgungszentrum
GDLS-A4-3: Feuerwehr*
GDLS-A4-4: Gemeindezentrum
GDLS-A4-5: Hubschrauberlandeplatz*
GDLS-A4-6: Tierschutzverein (SPCA – Society for the Prevention of Cruelty to Animals)

## Hinweiszeichen nach Anlage 2 RTaTA
Eine Gruppierung der Hinweiszeichen ist nach dem RTaTA nicht vorgesehen, lassen sich aber in die  Gruppen Allgemein und Zusatzzeichen gliedern. Bei Hinweiszeichen handelt es sich um alle Zeichen, die nicht unter die vorangegangenen Kategorien fallen. Das RTaTA empfiehlt die rechteckige Form, verbietet jedoch kreisförmige oder dreieckige Zeichen. Die Grundfarbe bei neuen Zeichen sollte im Standard grün sein und in der temporären Variante gelb. Eine Ausnahme bilden dabei die Zusatzzeichen, deren Form und Farbe sich nach dem jeweiligen Hauptzeichen richtet.

### Allgemeine Hinweiszeichen

IN1: Ankündigungsbake einstreifig (100 m, Autobahn)
IN2: Ankündigungsbake einstreifig (200 m, Autobahn)
IN3: Ankündigungsbake einstreifig (300 m, Autobahn)
IN1: Ankündigungsbake einstreifig (100 m, Nationalstraße)
IN2: Ankündigungsbake einstreifig (200 m, Nationalstraße)
IN3: Ankündigungsbake einstreifig (300 m, Nationalstraße)
IN1: Ankündigungsbake einstreifig (100 m, Touristisch)*
IN2: Ankündigungsbake einstreifig (200 m, Touristisch)*
IN3: Ankündigungsbake einstreifig (300 m, Touristisch)*
IN4: Sackgasse
IN5: Sackgasse – rechte Seitenstraße
IN6: Sackgasse – linke Seitenstraße
IN7: Vorfahrtstraße*
IN9: Parken und Reisen per Omnibus*
IN10: Parken und Reisen per Bahn*
IN12: Informationsstelle
IN13: Forschungs- und Teststrecke
IN14: Grüne Welle bei 55 km/h *
IN15: Lichtzeichenanlage mit mehr als 2 Phasen
IN16: Haltestelle in 1 km
IN17: Umstiegsknotenpunkt zwischen Personenkraftwagen und Bahn*
IN18: Umstiegsknotenpunkt zwischen Personenkraftwagen, Minibus und Bahn*
IN19: Umstiegsknotenpunkt zwischen Personenkraftwagen, Minibus, Bahn und Omnibus*
TIN20: Vorübergehende Sackgasse – Kreuzung links*
TIN21: Vorübergehende Sackgasse – Kreuzung rechts*
TIN22: Vorübergehende Sackgasse – T-Kreuzung links*
TIN23: Vorübergehende Sackgasse – T-Kreuzung rechts*

Beispiele für temporäre Hinweiszeichen:

TIN1: Ankündigungsbake einstreifig (100 m, Autobahn)
TIN2: Ankündigungsbake einstreifig (200 m, Autobahn)
TIN3: Ankündigungsbake einstreifig (300 m, Autobahn)
TIN4: Sackgasse
TIN5: Sackgasse – rechte Seitenstraße
TIN6: Sackgasse – linke Seitenstraße

### Zusatzzeichen
Die nachfolgenden Zusatzzeichen stehen immer in Verbindung mit einem übergeordneten Verkehrszeichen. Eine einzelne Aufstellung ist durch das RTaTA nicht erlaubt. Vorzugsweise ist anstelle einer verbalen Angabe immer ein Sinnbild zu verwenden.

IN11.1: Zusatzzeichen – max. Geschwindigkeit … km/h
IN11.2: Zusatzzeichen – auf … km
IN11.3: Zusatzzeichen – in … m

Hinweis durch verbale Angabe:

Das Zusatzzeichen IN11.4 bzw. TIN11.4 enthält als Information einen Hinweistext. Das RTaTA erlaubt für dieses Zeichen die freie Vergabe eines Textes bzw. Schlagwortes:

IN11.4: Zusatzzeichen – Hinweis als Text
IN11.4: Zusatzzeichen – Sehbehinderte
TIN11.4: Temporäres Zusatzzeichen – Hinweis als Text
TIN11.4: Temporäres Zusatzzeichen – Unfall

Hinweis durch Sinnbilder:

Das Zusatzzeichen IN11.5 bzw. TIN5.11 enthält als Information einen Hinweissymbol. Das RTaTA beschreibt zunächst die Verwendung eines freien Symbols, definiert aber in der IN11.500-Serie die verwendbaren Sinnbilder:

IN11.5: Zusatzzeichen – Hinweis als Symbol
IN11.577: Zusatzzeichen – Polizeifahrzeug
TIN11.5: Temporäres Zusatzzeichen – Hinweis als Symbol
TIN11.570: Temporäres Zusatzzeichen – Baustellenfahrzeuge

Nachfolgend die nach dem RTaTA zu verwenden Sinnbilder:

IN11.501: Zusatzzeichen – Abschleppbereich
IN11.502: Zusatzzeichen – Richtung, linksweisend
IN11.503: Zusatzzeichen – Richtung, rechtsweisend
IN11.504: Zusatzzeichen – Richtung, rechts- und linksweisend
IN11.505: Zusatzzeichen – angegebene Breite … m
IN11.506: Zusatzzeichen – Radarkontrolle
IN11.560: Zusatzzeichen – Omnibus
IN11.561: Zusatzzeichen – Fahrrad
IN11.522: Zusatzzeichen – Motorrad
IN11.563: Zusatzzeichen – Personenkraftwagen
IN11.564: Zusatzzeichen – Taxi
IN11.565: Zusatzzeichen – Minibus
IN11.566: Zusatzzeichen – Midibus
IN11.567: Zusatzzeichen – Kleintransporter
IN11.568: Zusatzzeichen – Lastkraftwagen
IN11.569: Zusatzzeichen – Lastkraftwagen über angegebenes tatsächliches Gewicht … t
IN11.570: Zusatzzeichen – Baustellenfahrzeuge
IN11.571: Zusatzzeichen – Kraftfahrzeuge mit gefährlichen Gütern
IN11.522: Zusatzzeichen – Sonderfahrzeuge (Abnormal Vehicles)
IN11.573: Zusatzzeichen – Rikschas
IN11.574: Zusatzzeichen – Reisebus
IN11.575: Zusatzzeichen – Fahrgemeinschaft … Personen
IN11.576: Zusatzzeichen – Rettungsfahrzeug
IN11.577: Zusatzzeichen – Polizeifahrzeug
IN11.578: Zusatzzeichen – Schwerbehinderte
IN11.579: Zusatzzeichen – Berechtigtes Kraftfahrzeug
IN11.580: Zusatzzeichen – Landwirtschaftliche Fahrzeuge
IN11.581: Zusatzzeichen – Gespannfuhrwerke
IN11.582: Zusatzzeichen – Anhänger
IN11.583: Zusatzzeichen – Straßenbahn